# Національний музей мистецтва, архітектури і дизайну
Націона́льний музе́й мисте́цтва, архітекту́ри і диза́йну (норв. Nasjonalmuseet for kunst, arkitektur og design) — національний музей мистецтв у Осло (Норвегія).
Музей засновано 1 липня 2003 року шляхом об'єднання зібрань Музею архітектури (норв. Arkitekturmuseet), Музею ужиткового мистецтва (норв. Kunstindustrimuseet), Музею сучасного мистецтва (норв. Museet for samtidskunst) і Національної галереї. 1 липня 2005 року Національні виїзні виставки (норв. Riksutstillinger) також стали складовою музею.
Три основні експозиції розміщені в будівлях Музею ужиткового мистецтва, Музею сучасного мистецтва і Національної галереї.
Директори Музею: Sune Nordgren (2003-06) та Allis Helleland (2007-дотепер); Голова Наглядової ради — Christian Bjelland.

## Національна галерея

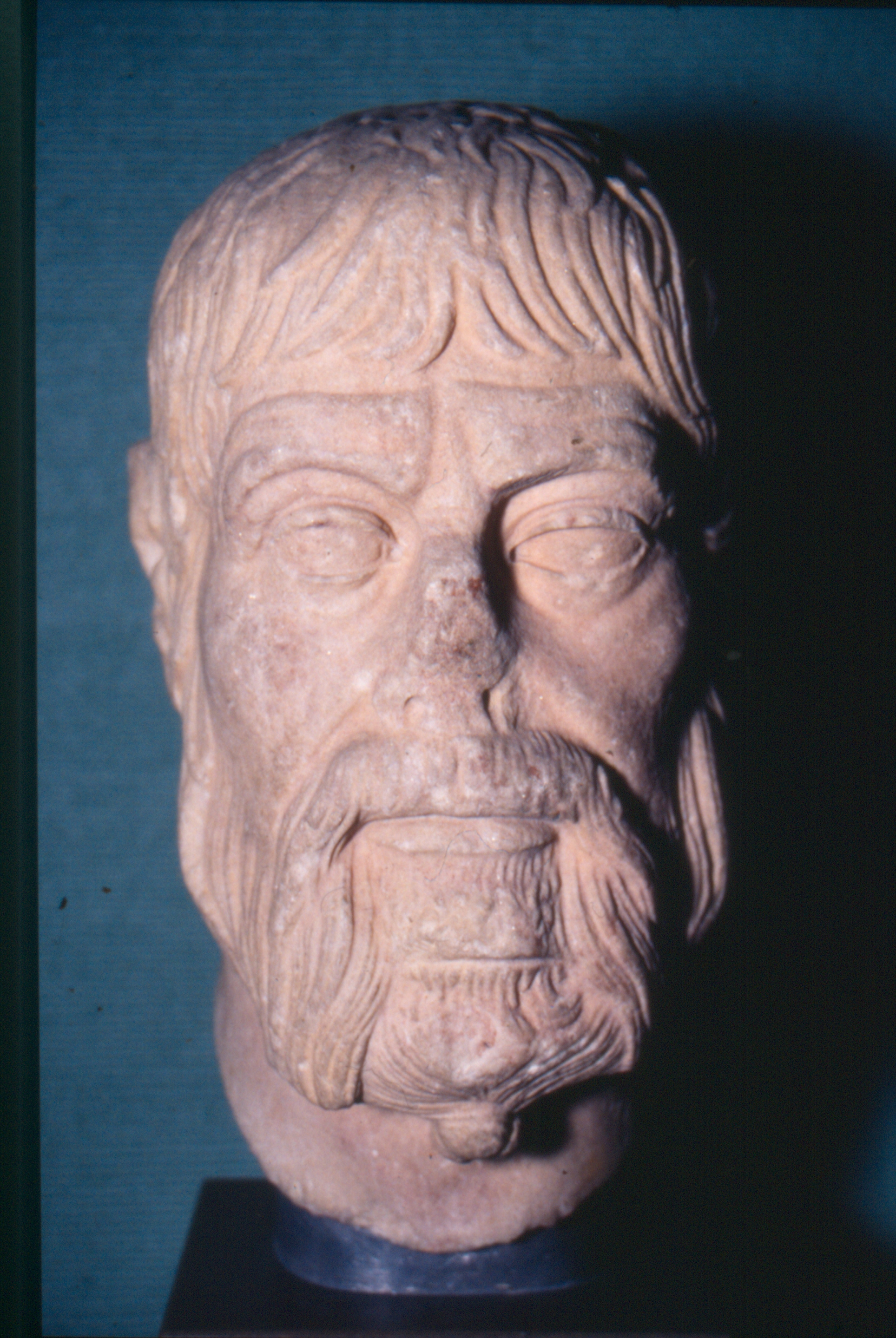
«Давньогрецький поет Піндар»

Засновано в 1837 році. Експозиція галереї містить найбільше зібрання творів національного норвезького мистецтва — роботи Е.Мунка (вкл. з версією його шедевру «Крик»), Ф.Таулова тощо, а також роботи всесвітньо відомих зарубіжних майстрів П.Пікассо, В.Ван Гога, К.Моне, А.Матісса тощо. В експозиції Галереї — твори майстрів до 1945 року.
Галерея відома викраденням картини Е.Мунка «Крик» — 12 лютого 1994 року її було викрадено, а вже 7 травня того ж року повернуто завдяки зусиллям місцевої поліції.

## Портрети римських імператорів

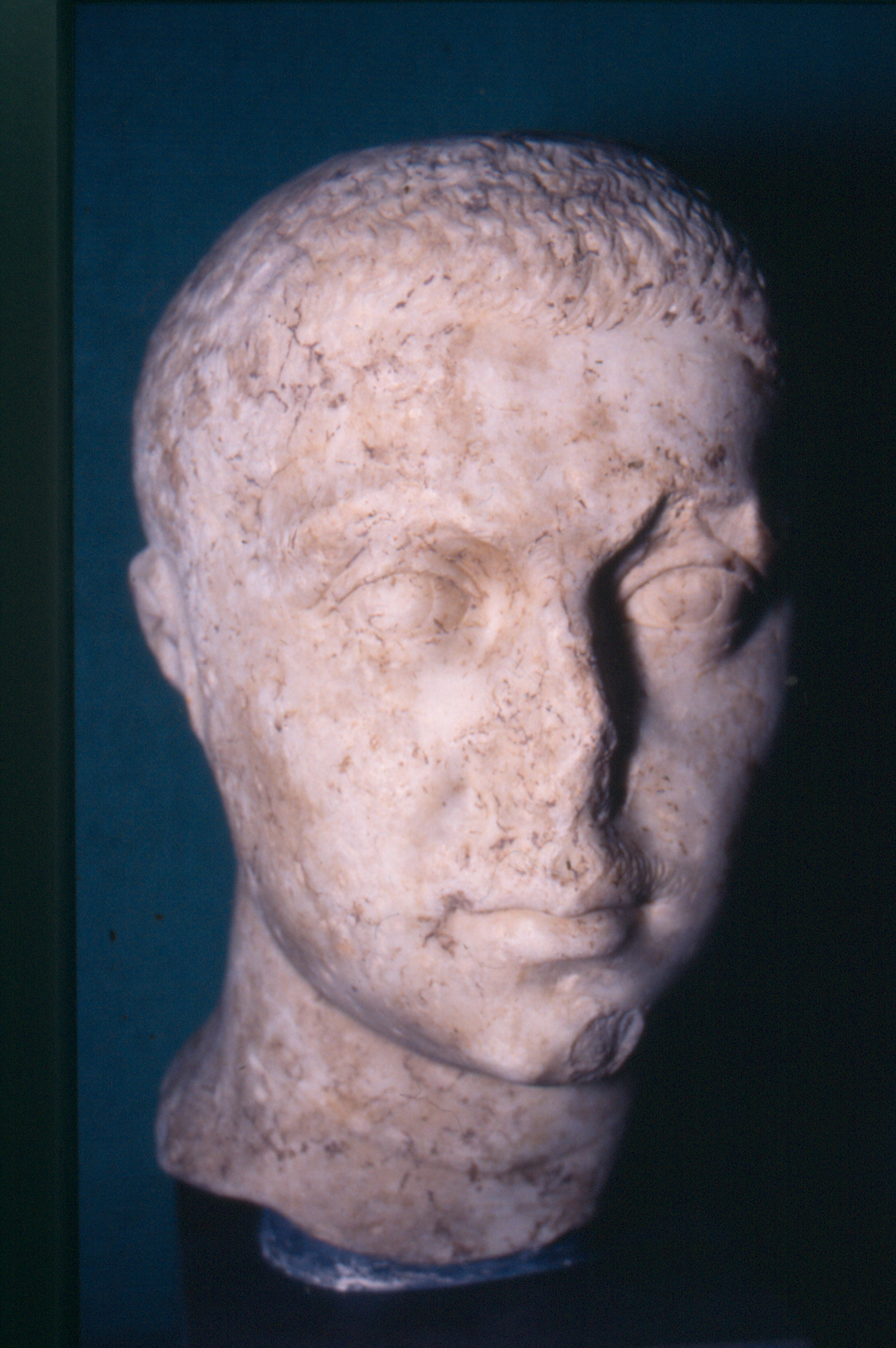
«Александр Север»
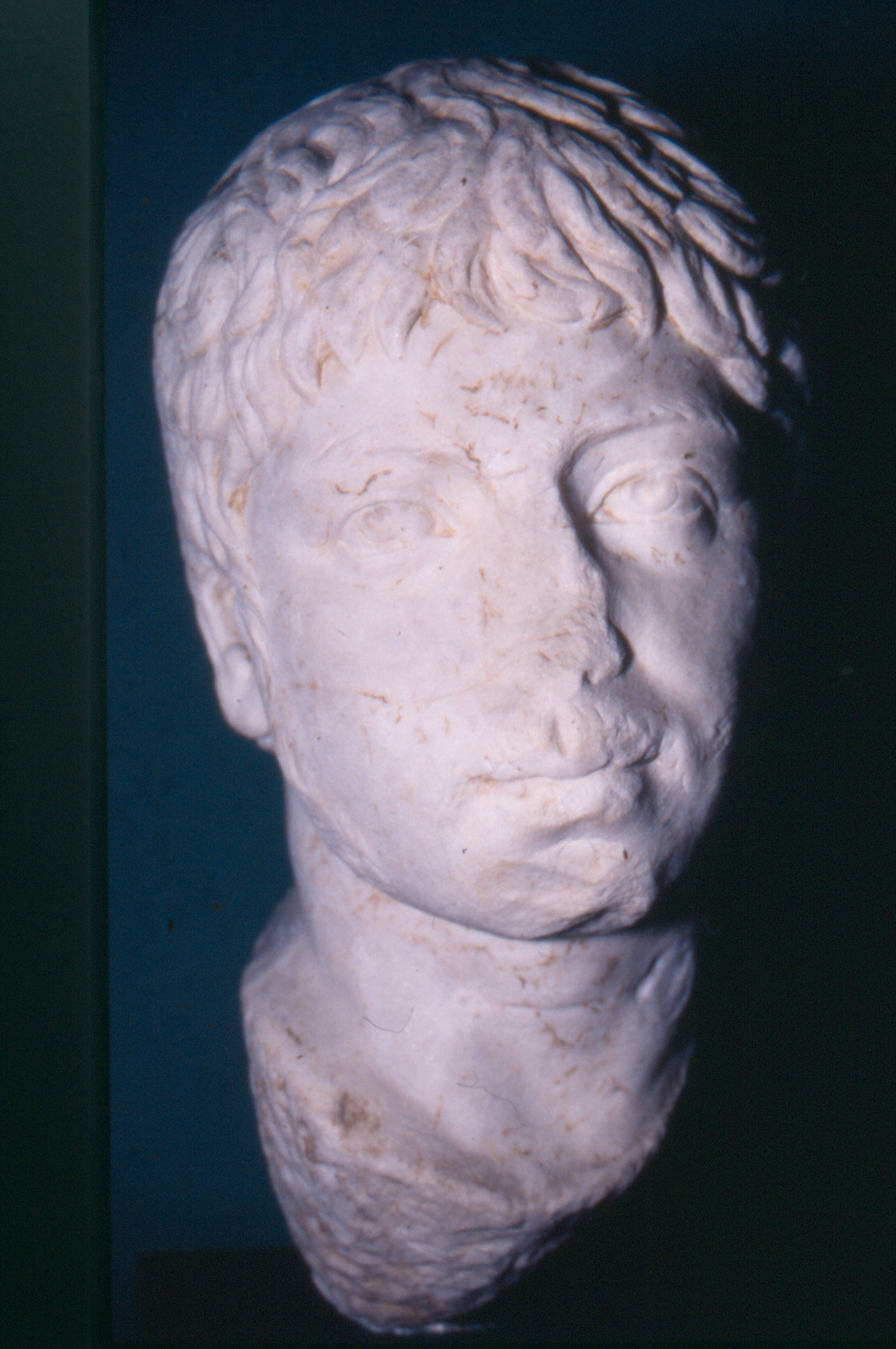
Римський імператор Елагабал
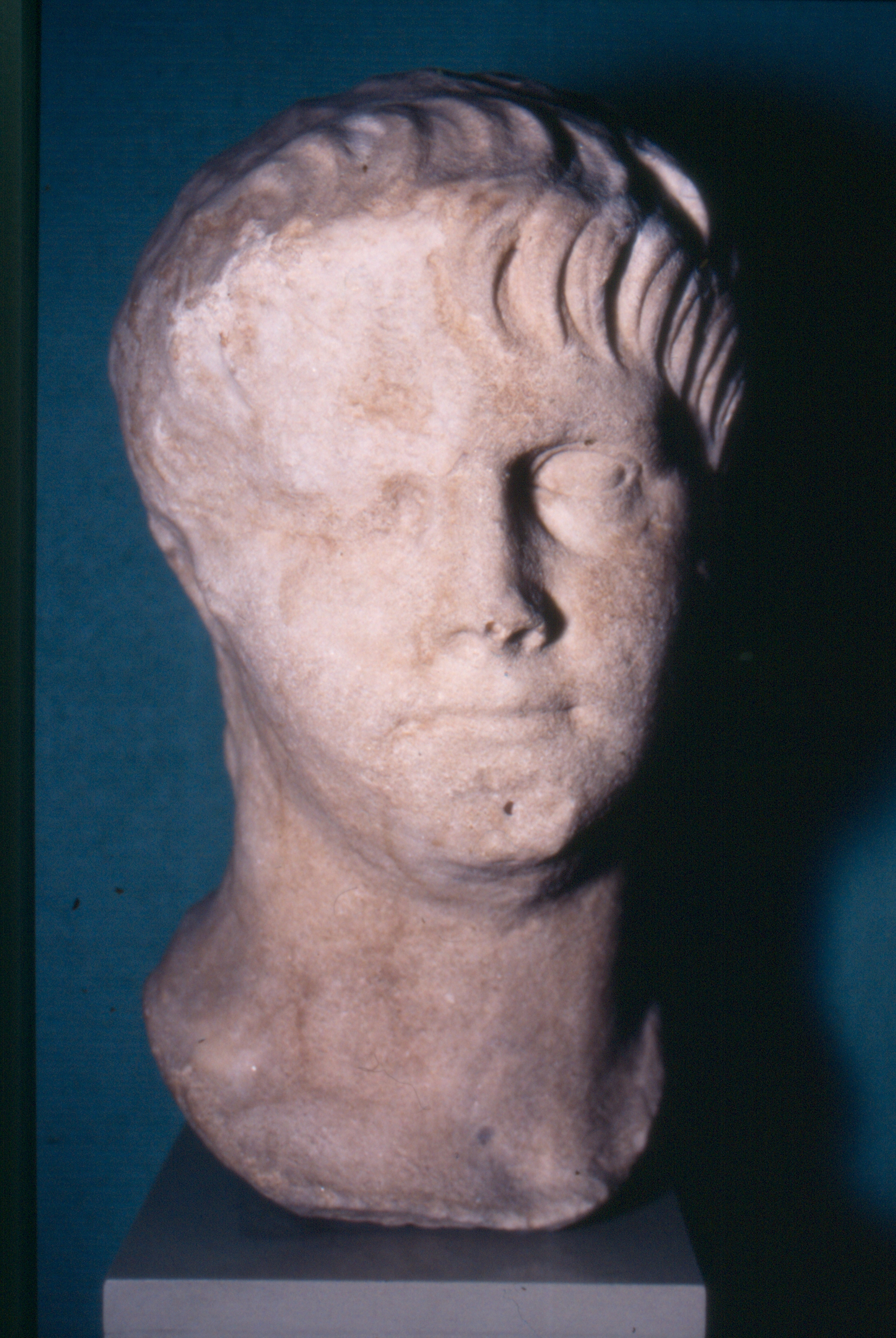
Римський імператор Нерон.

## Майстри Норвегії

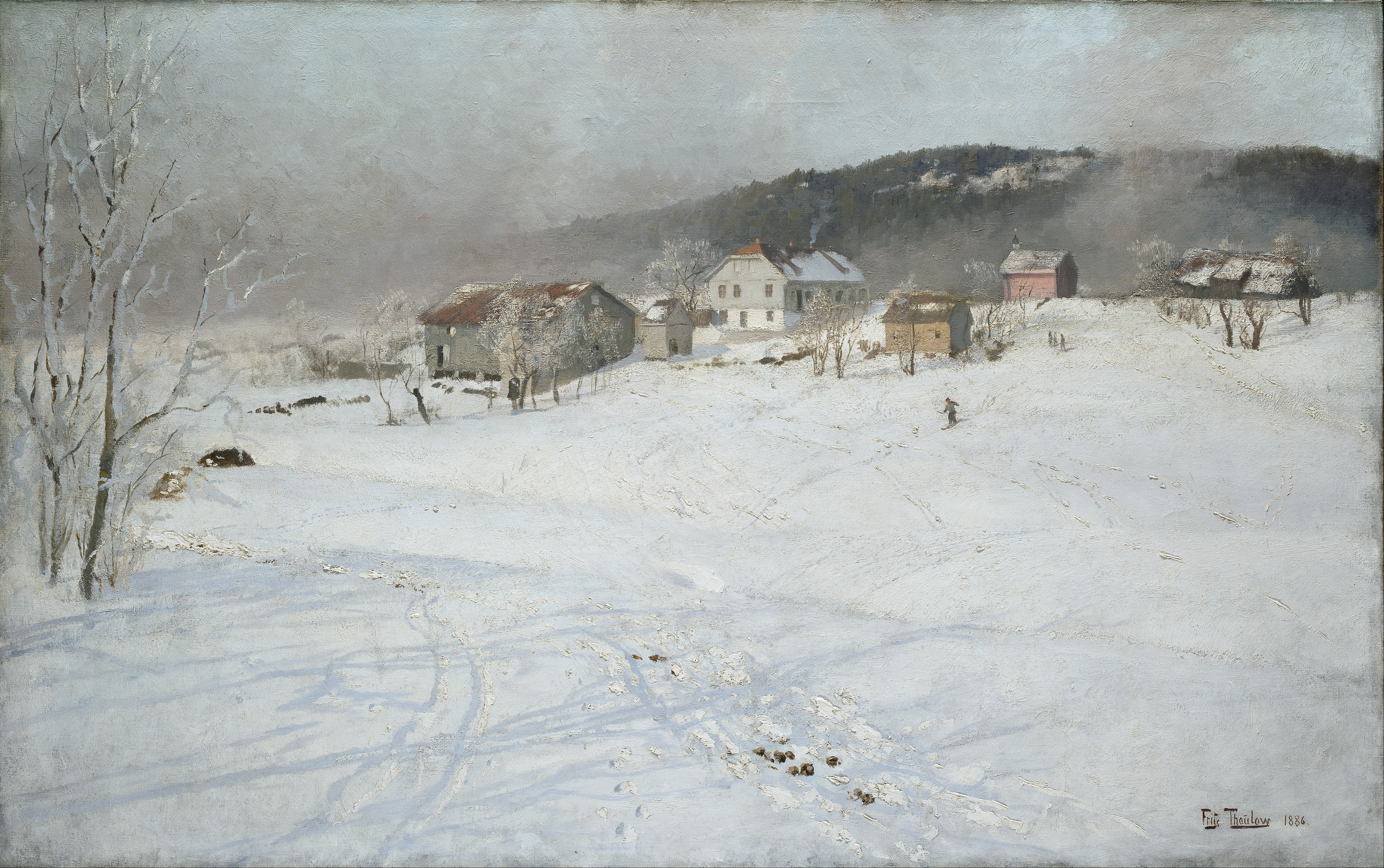
Фрітц Таулов. «Зимовий пейзаж», 1886 р.

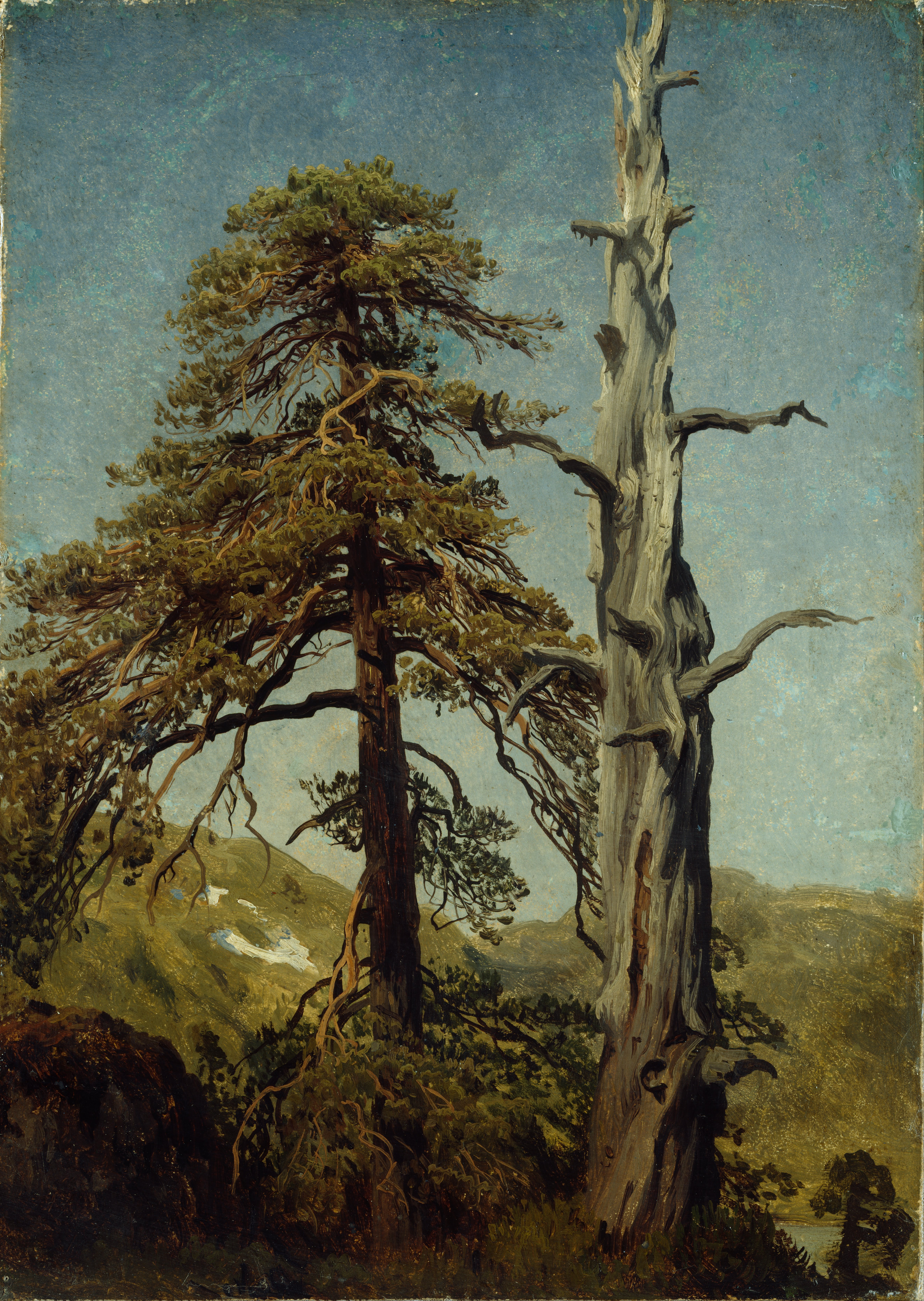
Август Каппелен. «Два дерева», 1850 р.
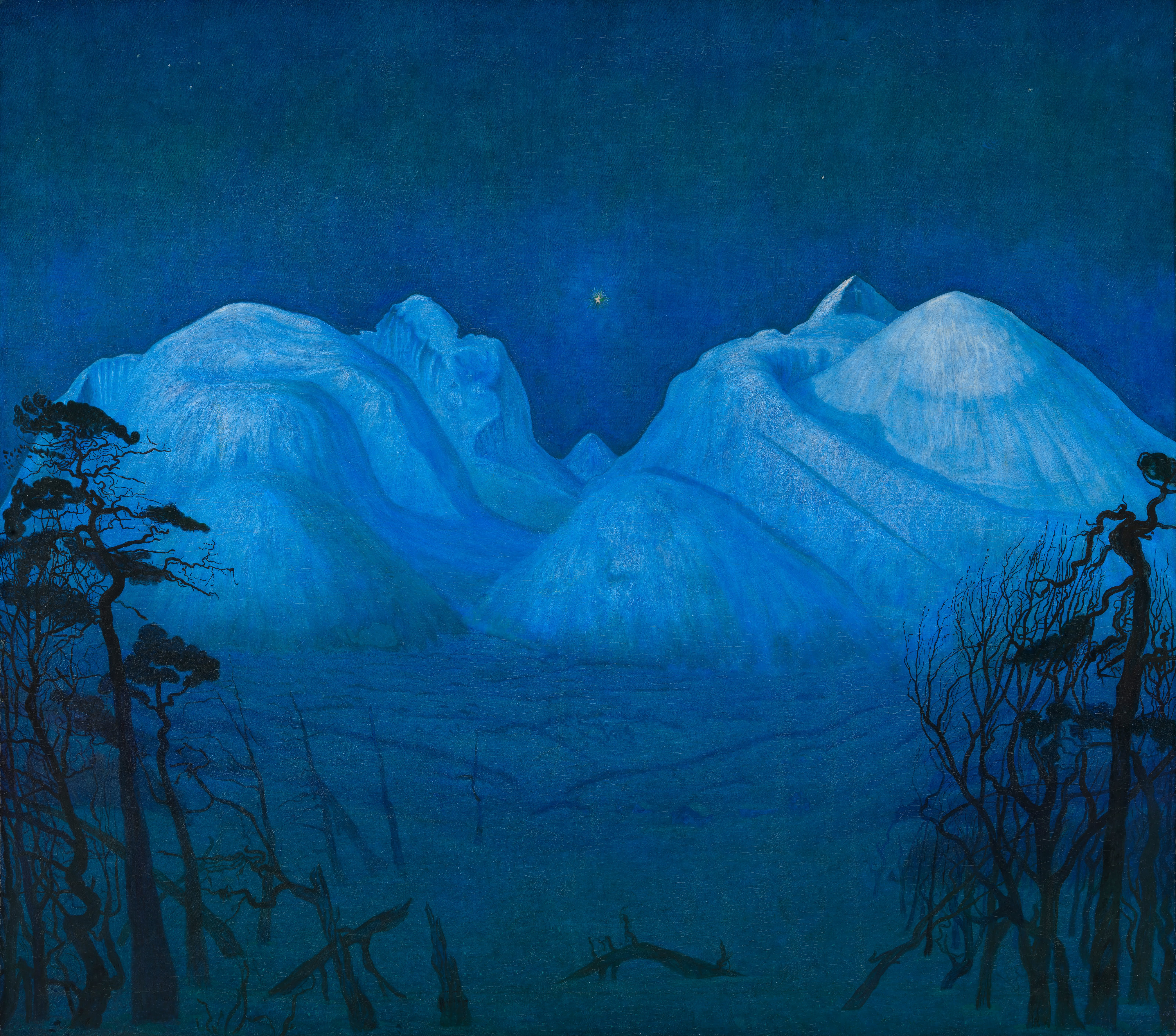
Харальд Сольберг. «Зима у горах на півночі», 1914 р.
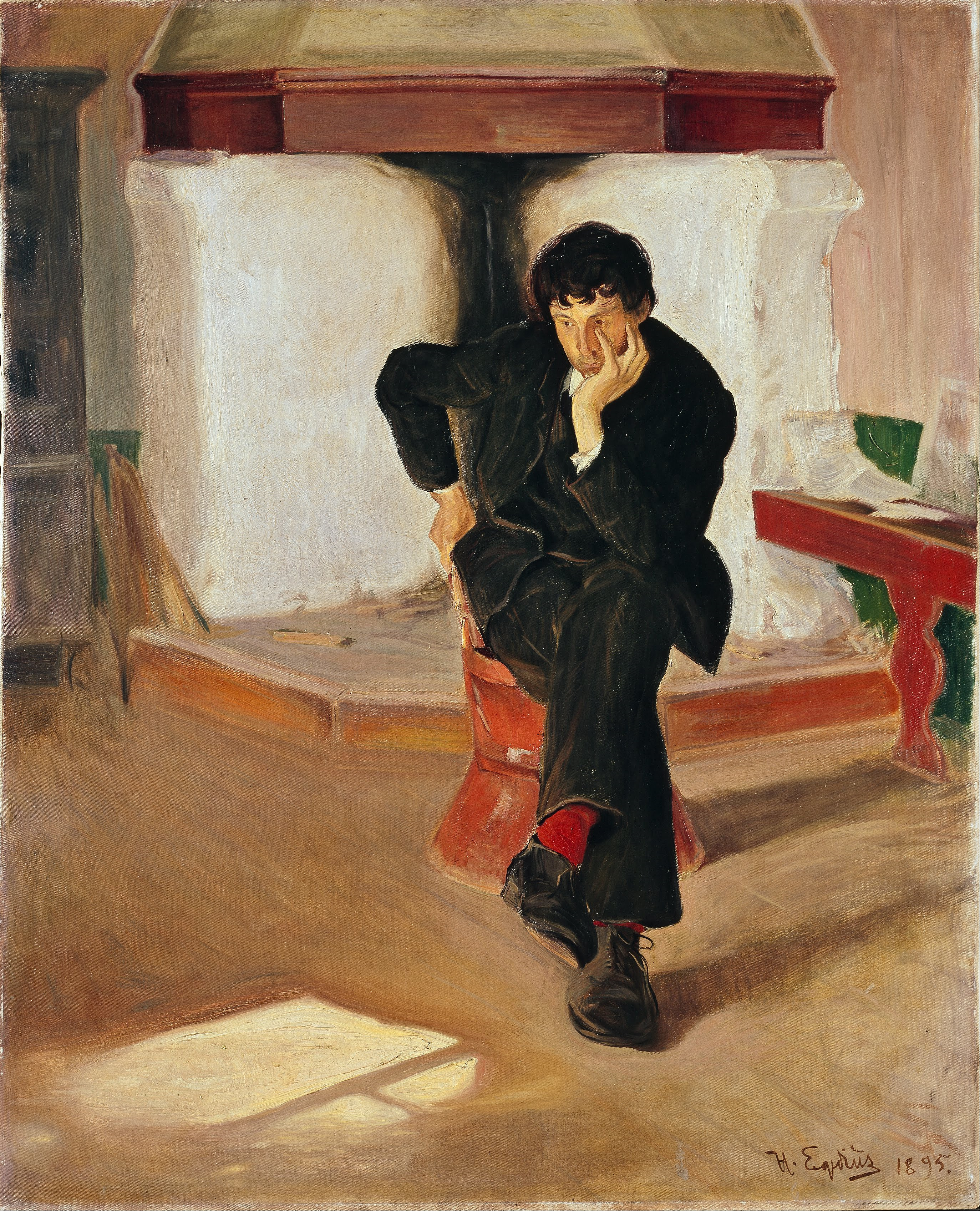
Хальфдан Егедіус  ( Halfdan Egedius 1877–1899). « Портрет норвезького художника Торлева Стадклева», 1895 р.
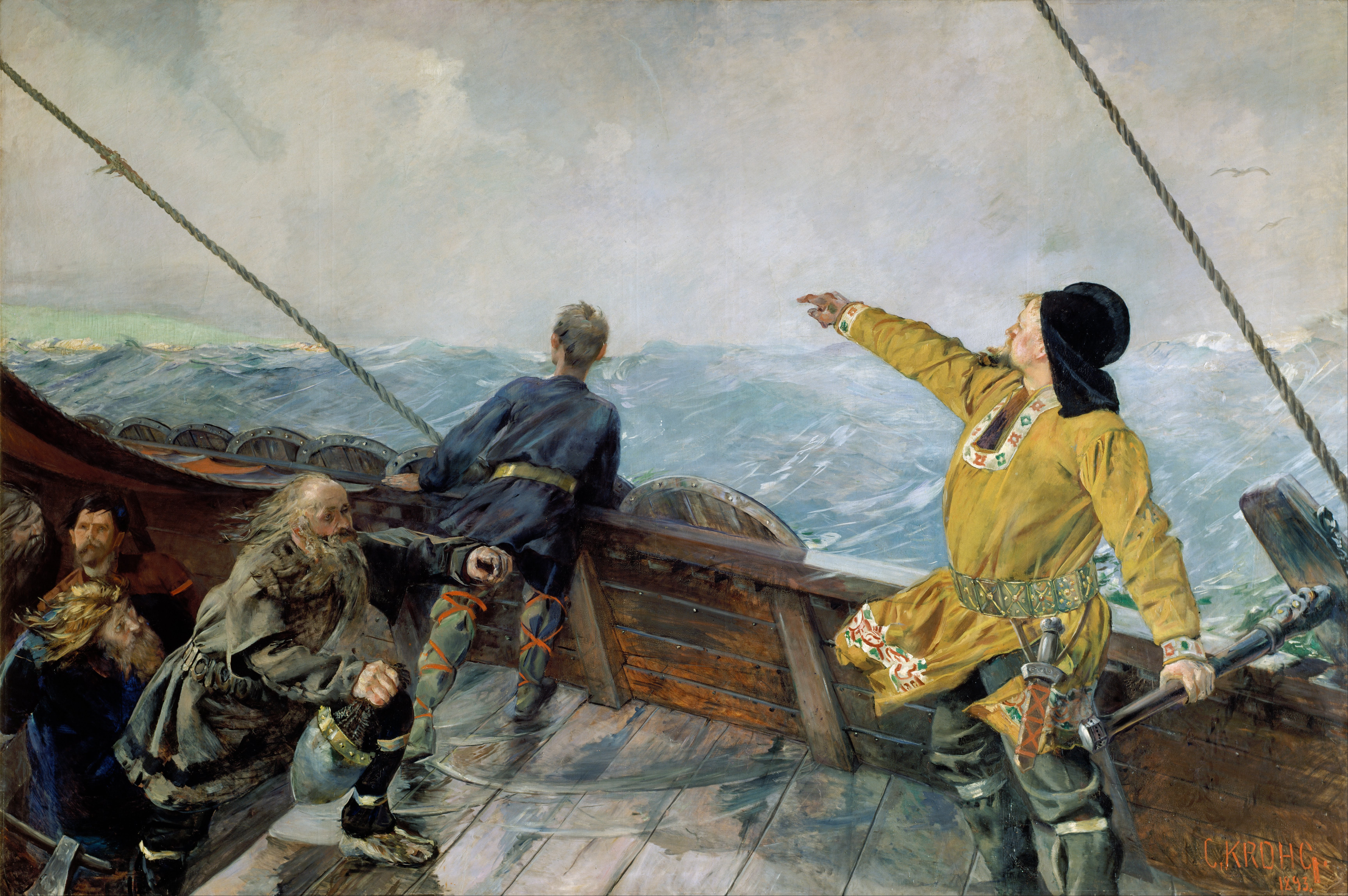
Крістіан Крог. « Лейв Еріксон дістався Американського континенту», 1893 р.
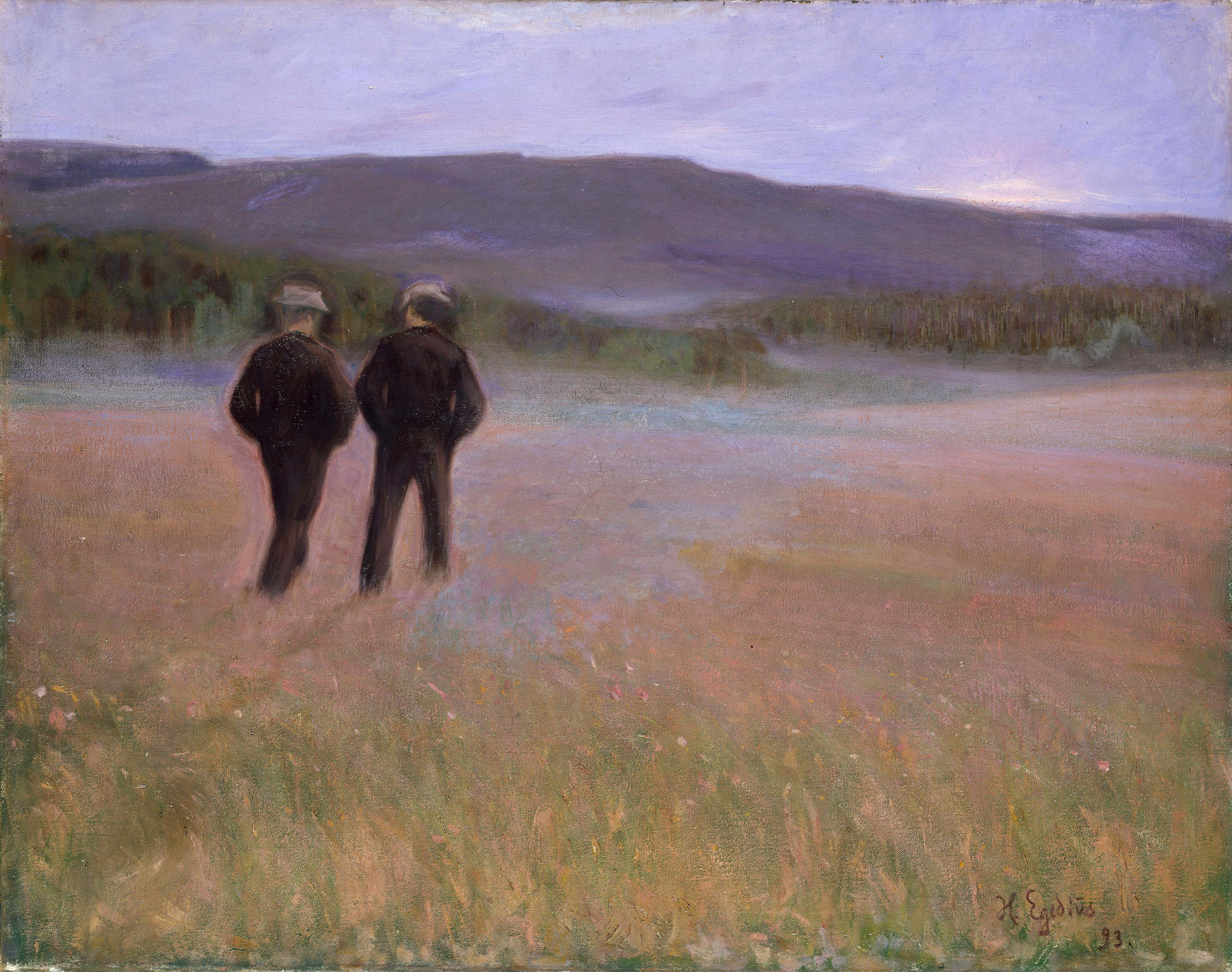
Хальфдан Егедіус . «Надвечір влітку», 1893 р.
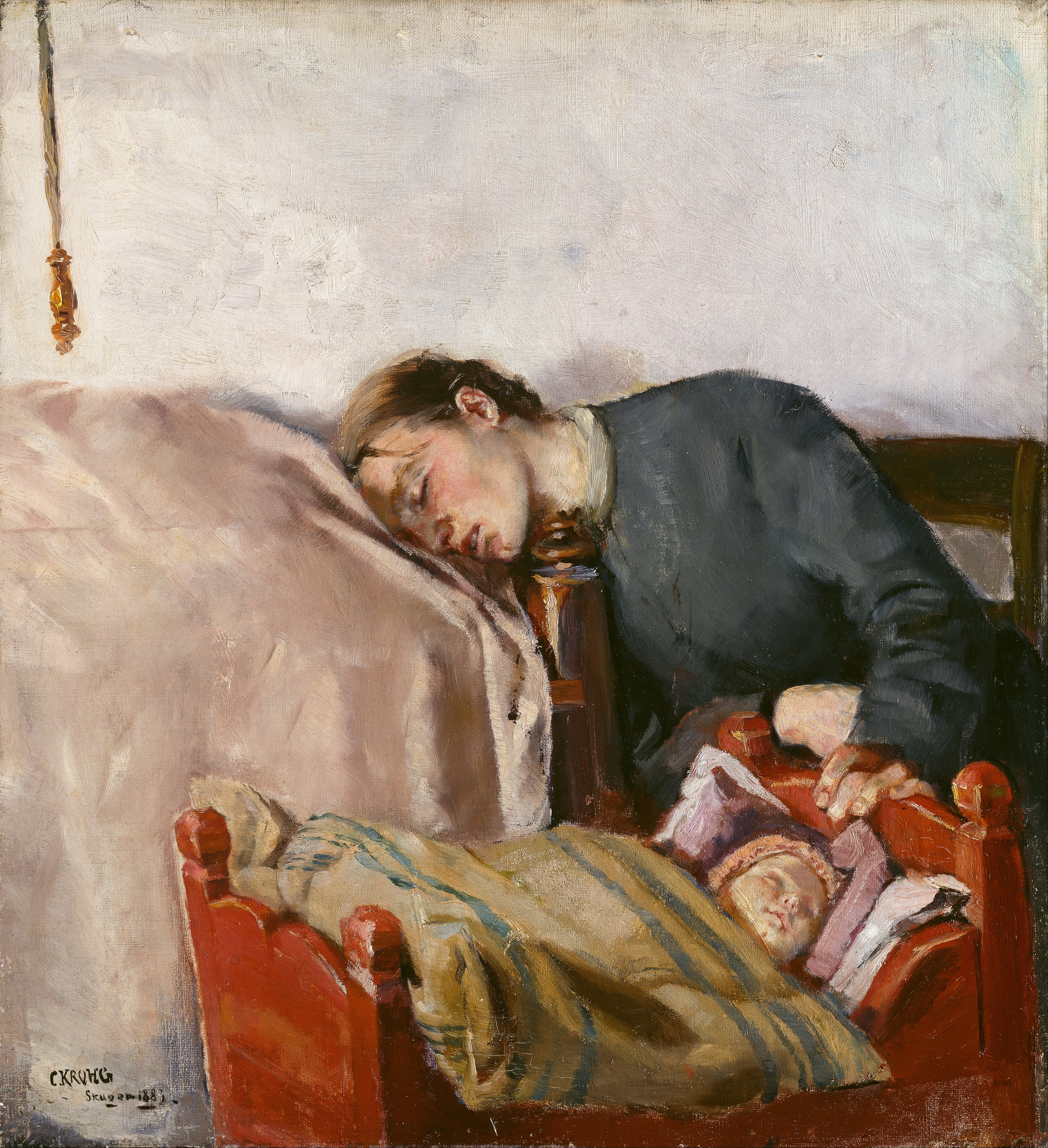
Крістіан Крог. «Молода мати з дитиною», 1883 р.
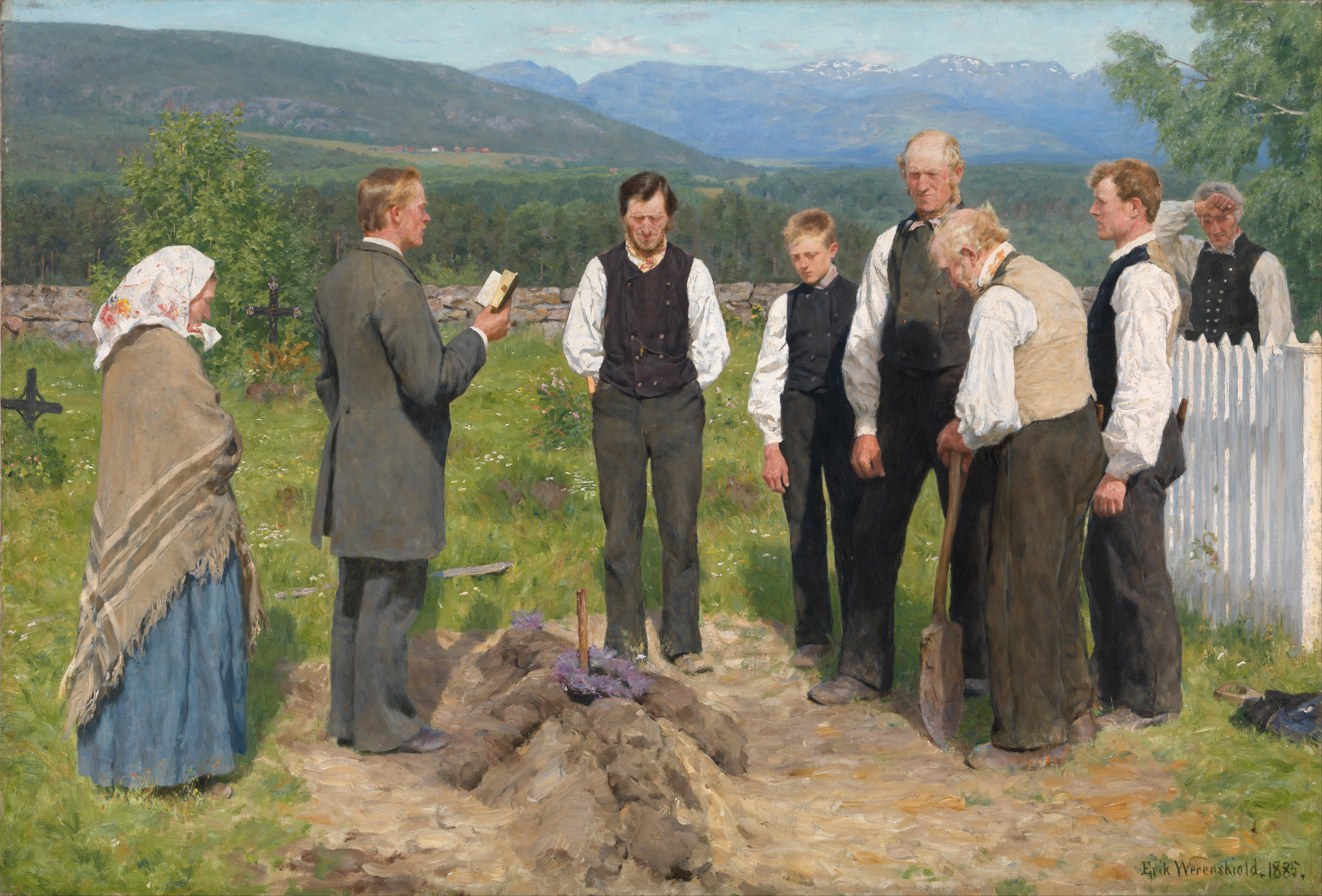
Ерік Веренскольд. «Поховання у норвезькому селі», 1885 р.
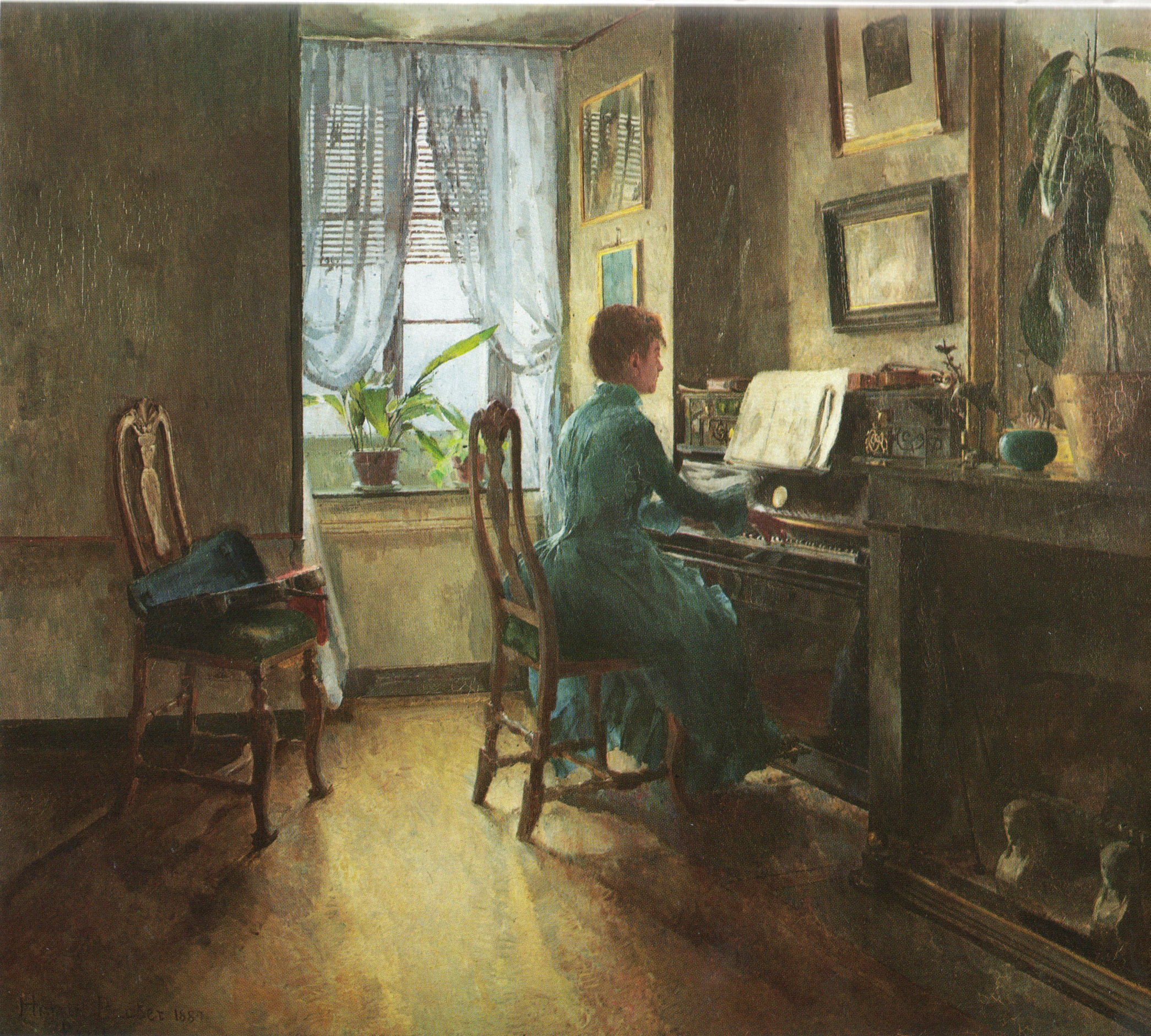
Гарріет Баккер. «Скерцо», 1887 р.
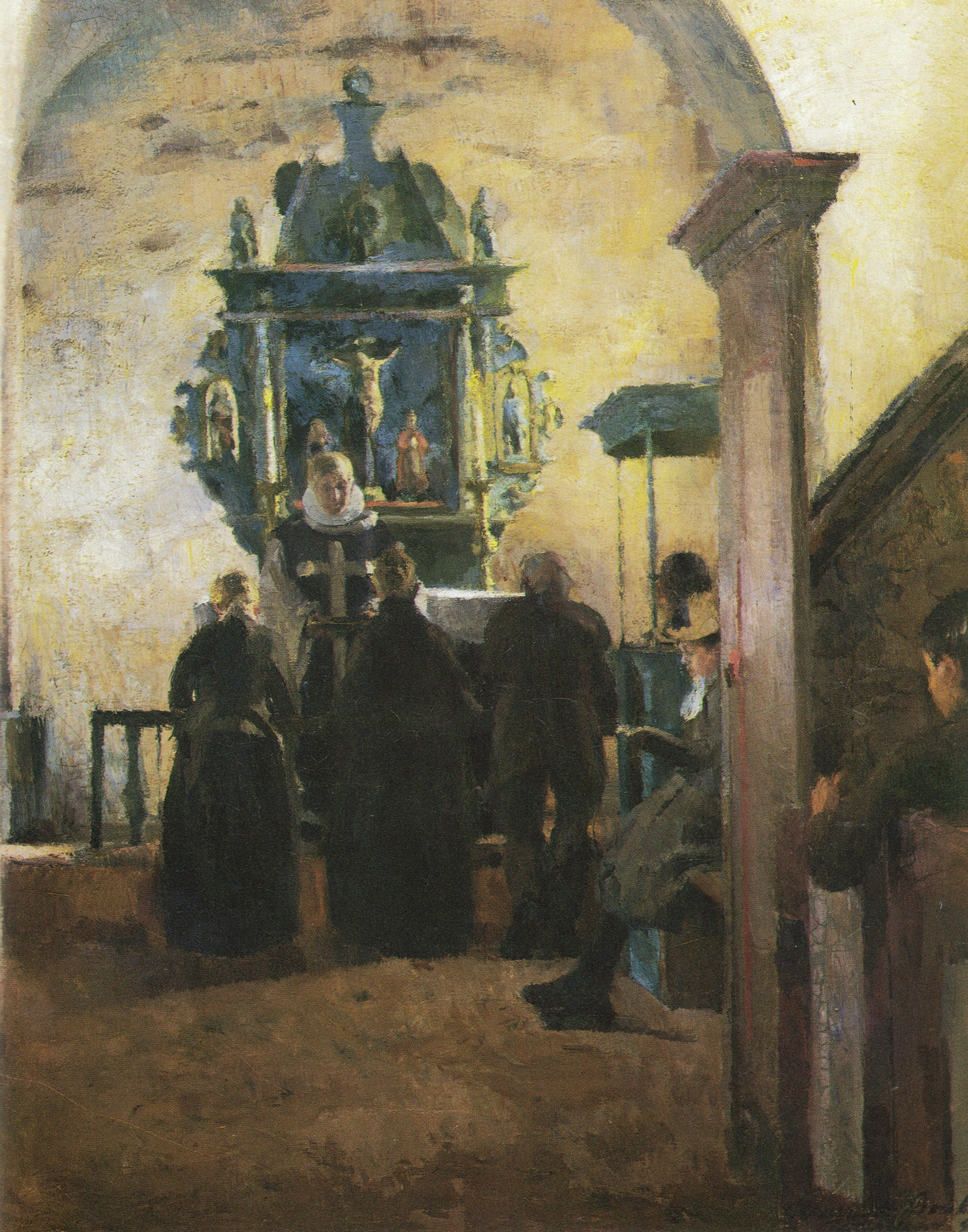
Гарріет Баккер. «Вівтар в церкві Танум», 1891 р.
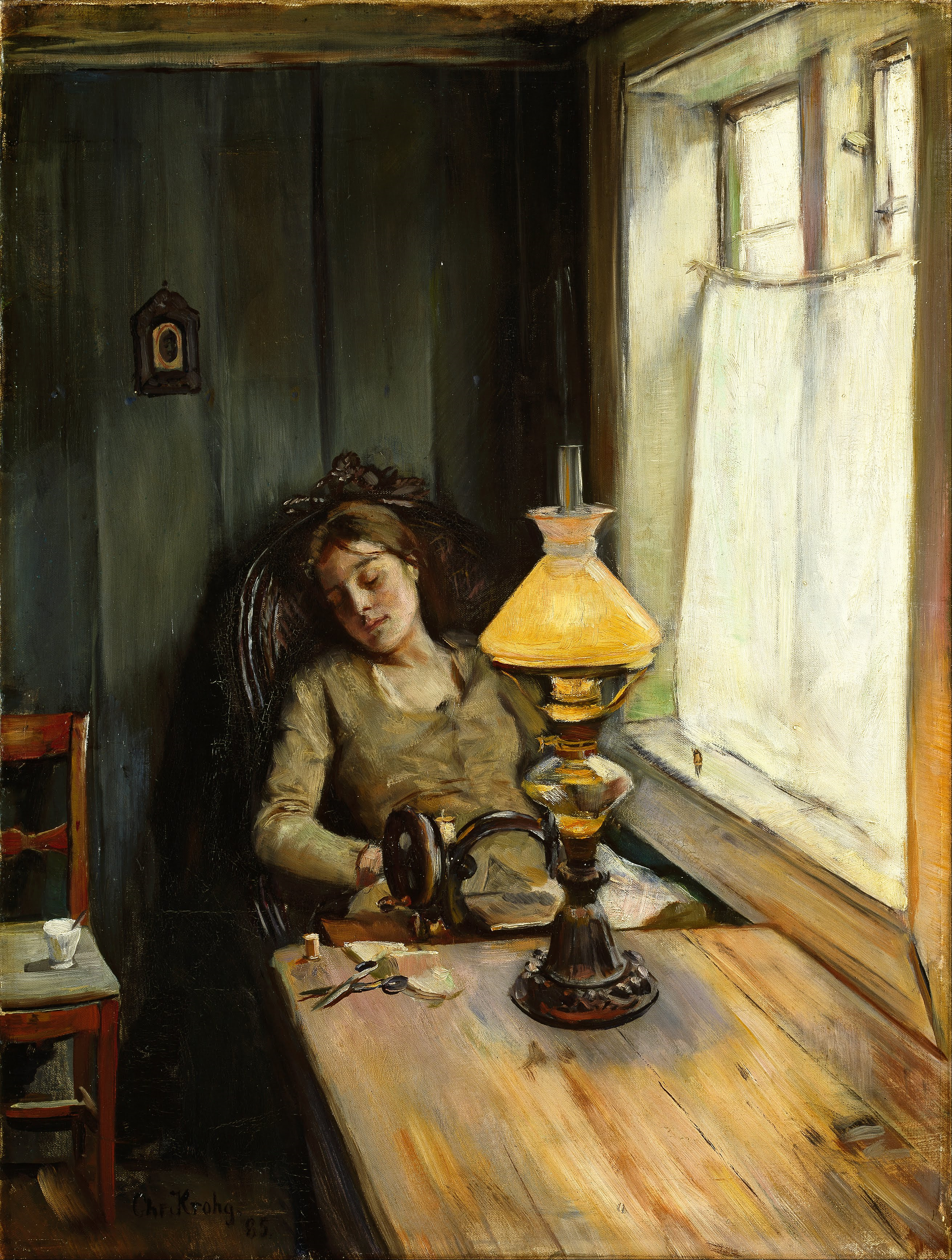
Крістіан Крог. «Втома», 1885 р.
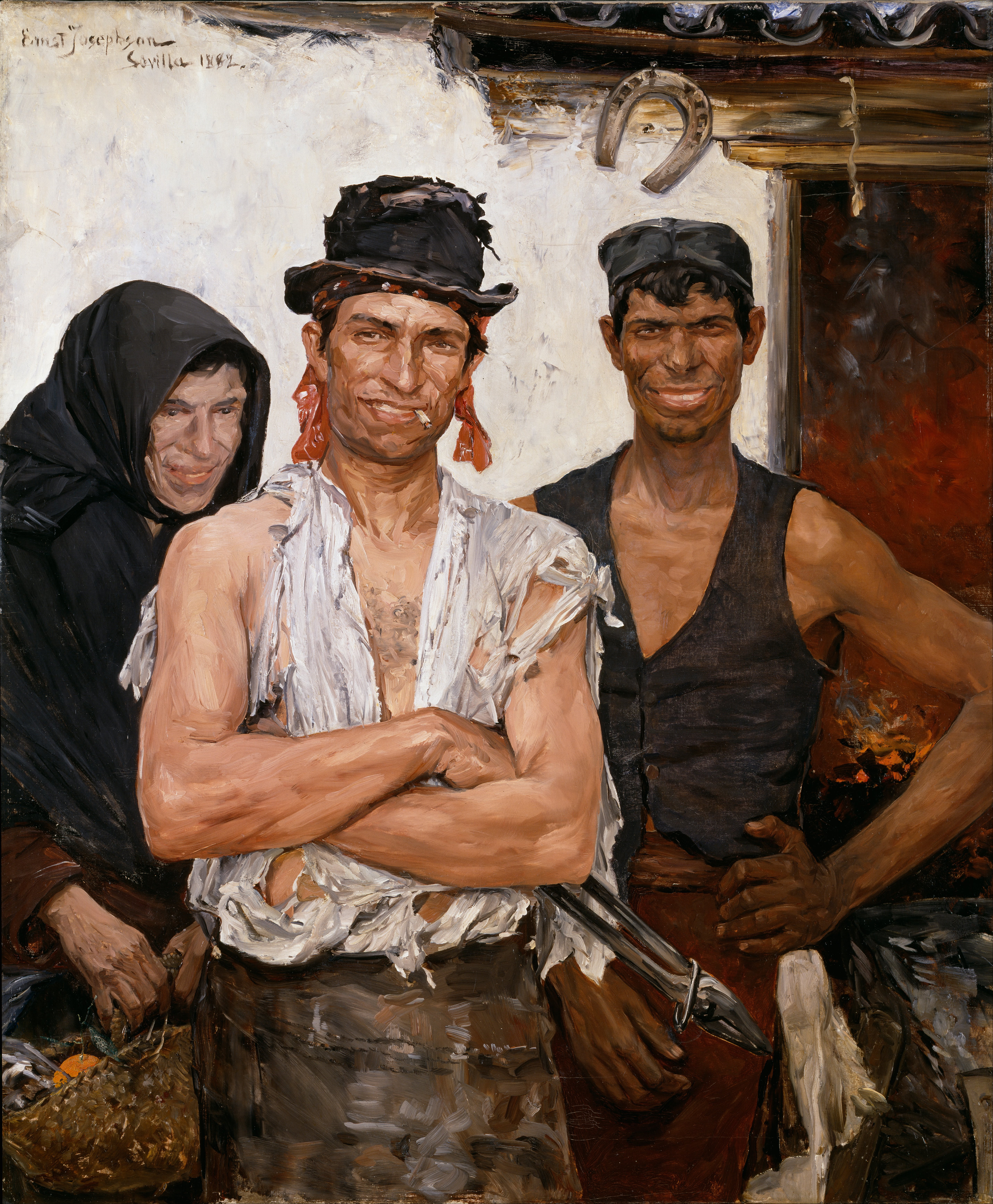
Ернст Юзефсон. «Іспанські ковалі», 1882 р.

## Художники Франції

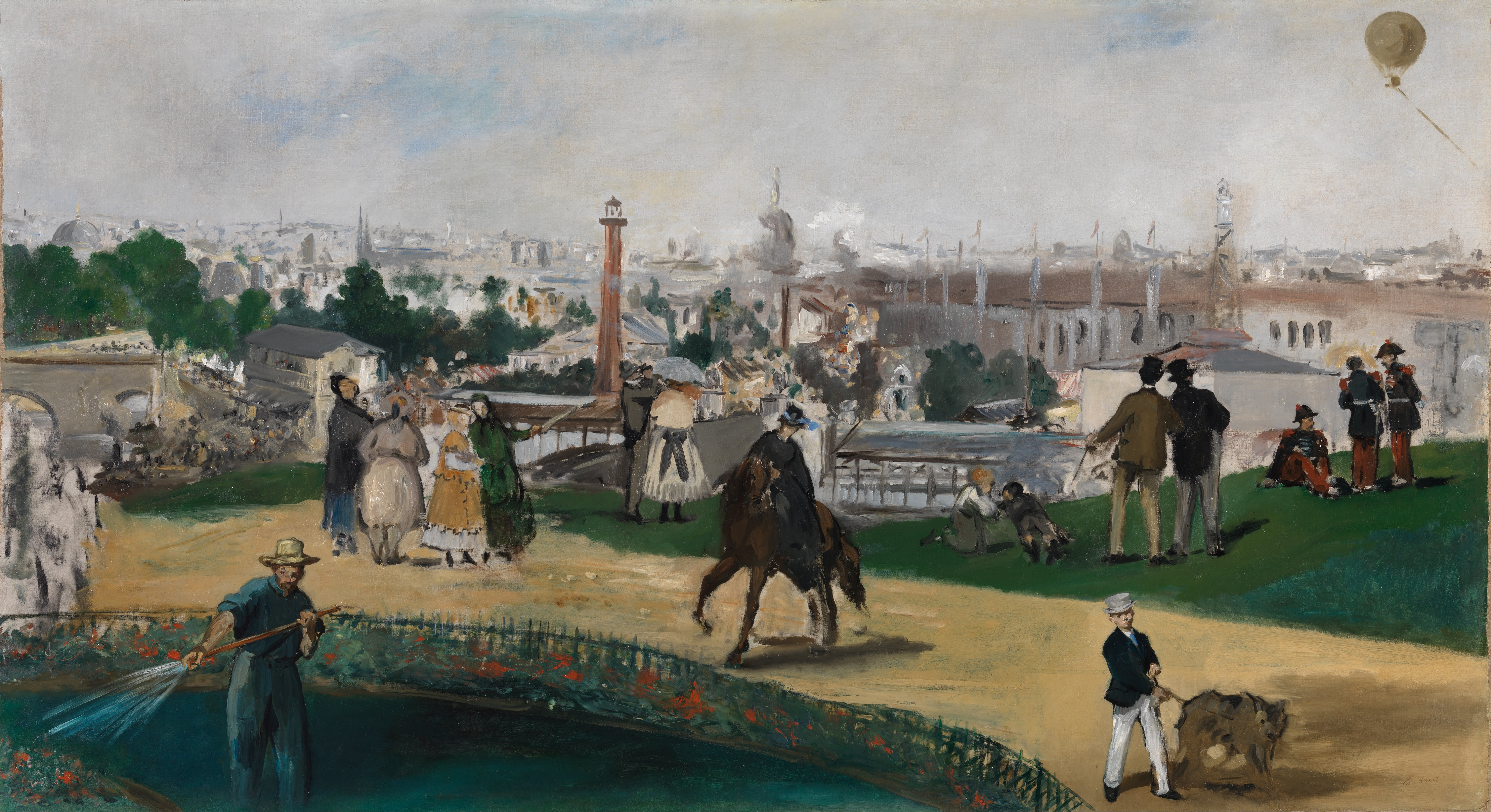
Едуар Мане. «Виставковий комплекс у Парижі 1867 р.»

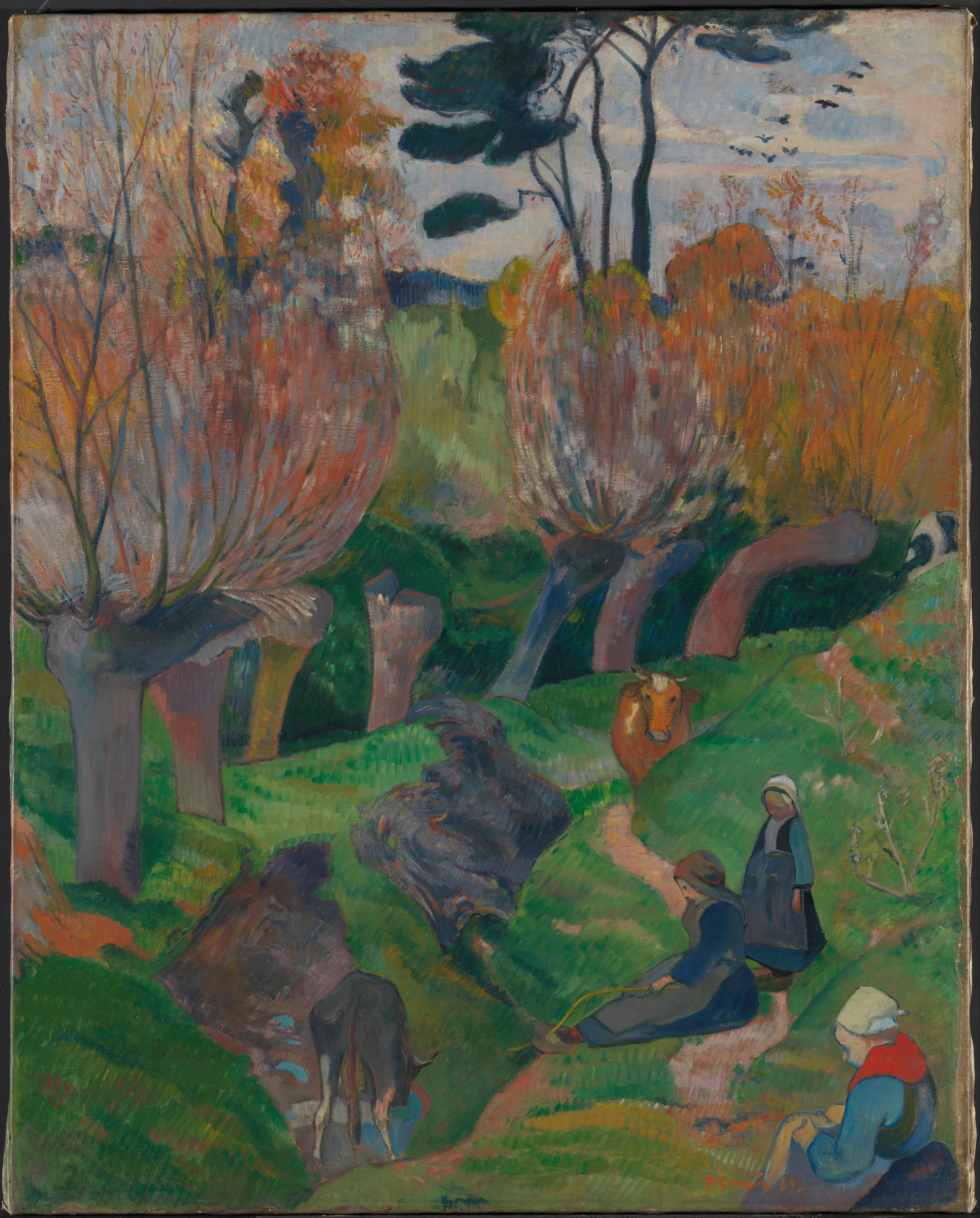
Поль Гоген. «Бретань. пейзаж з коровами і пастушками», 1889 р.
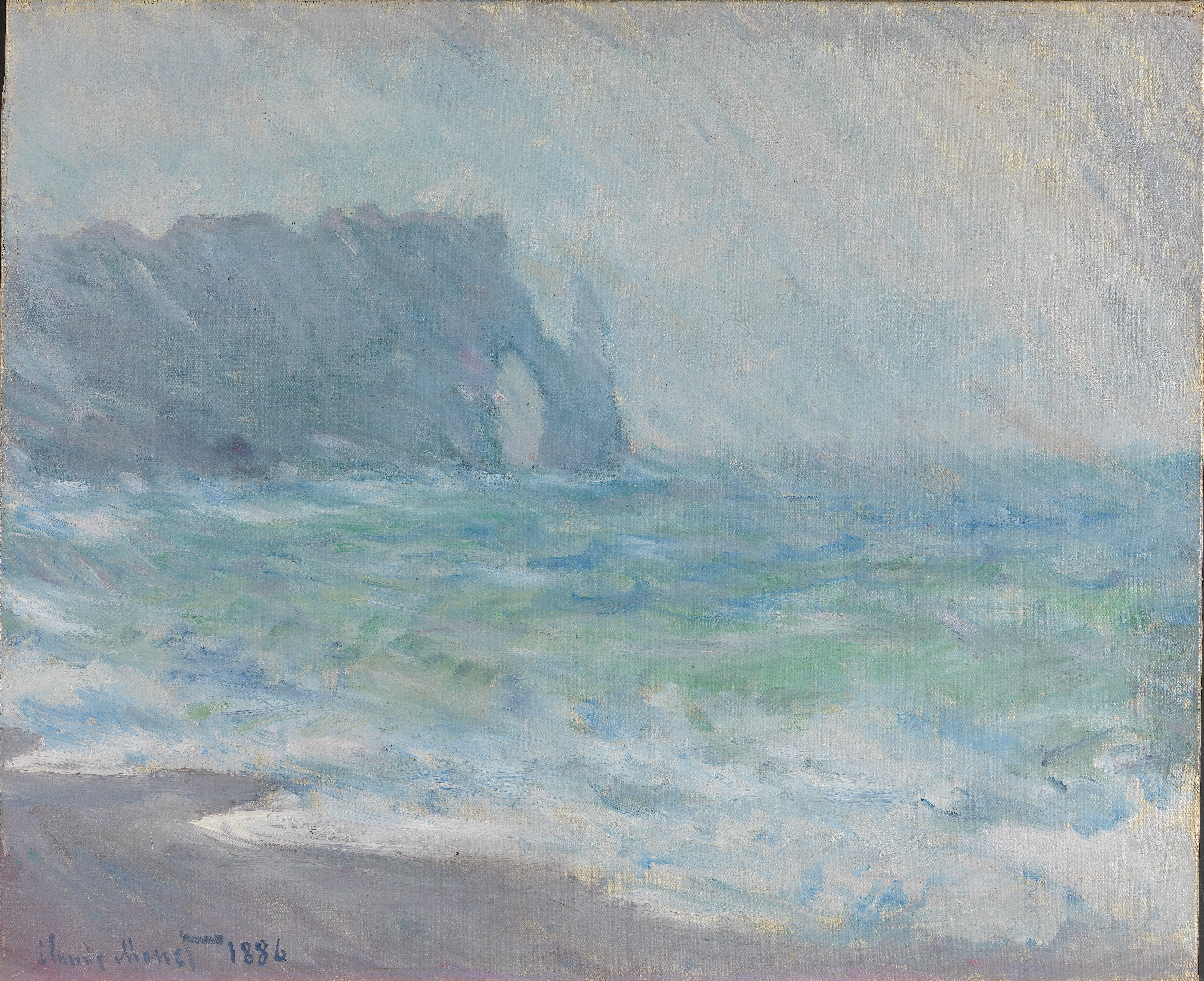
Клод Моне. «Скелі в Етета», 1886 р.
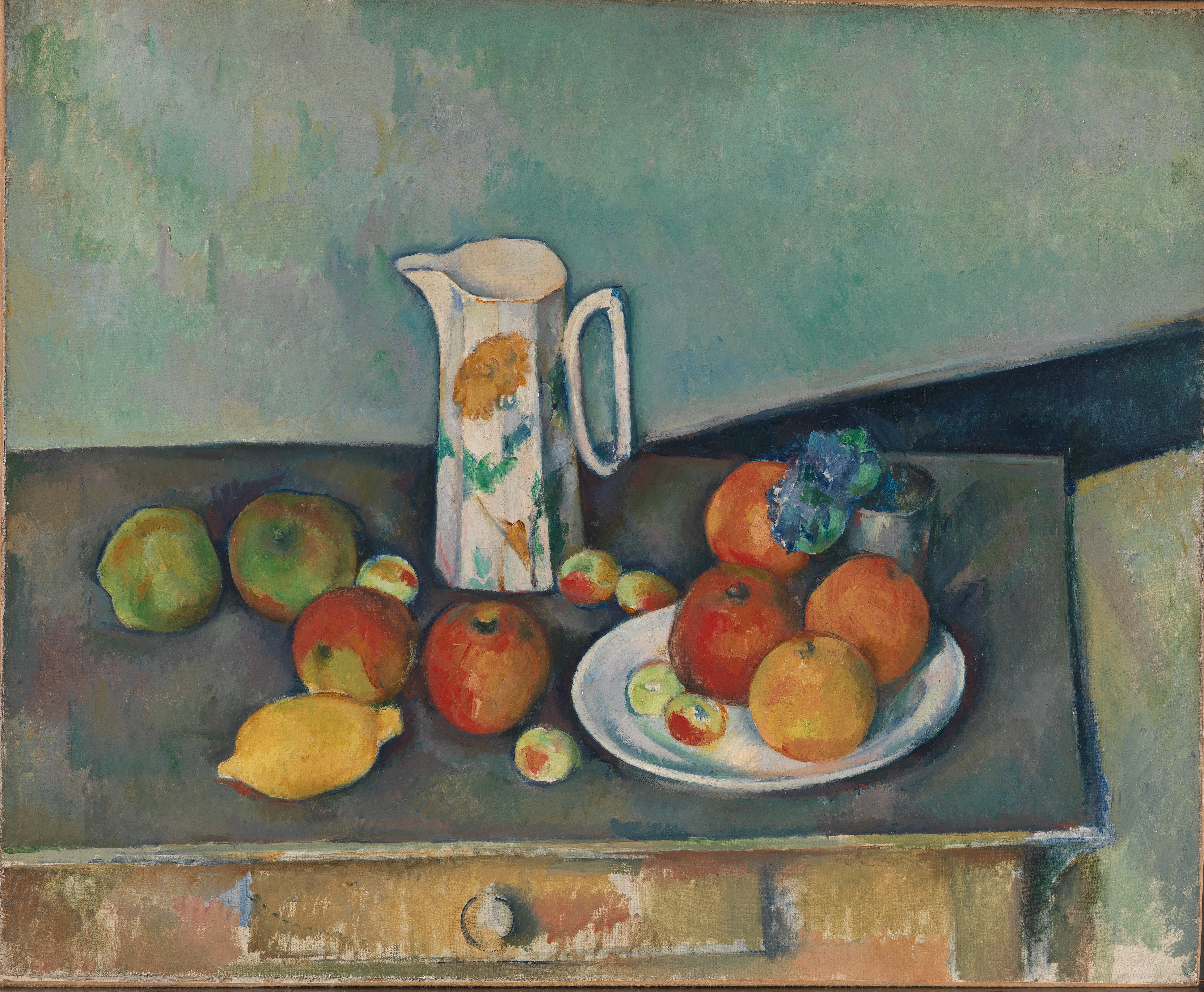
Поль Сезанн. «Натюрморт», до 1890 р.
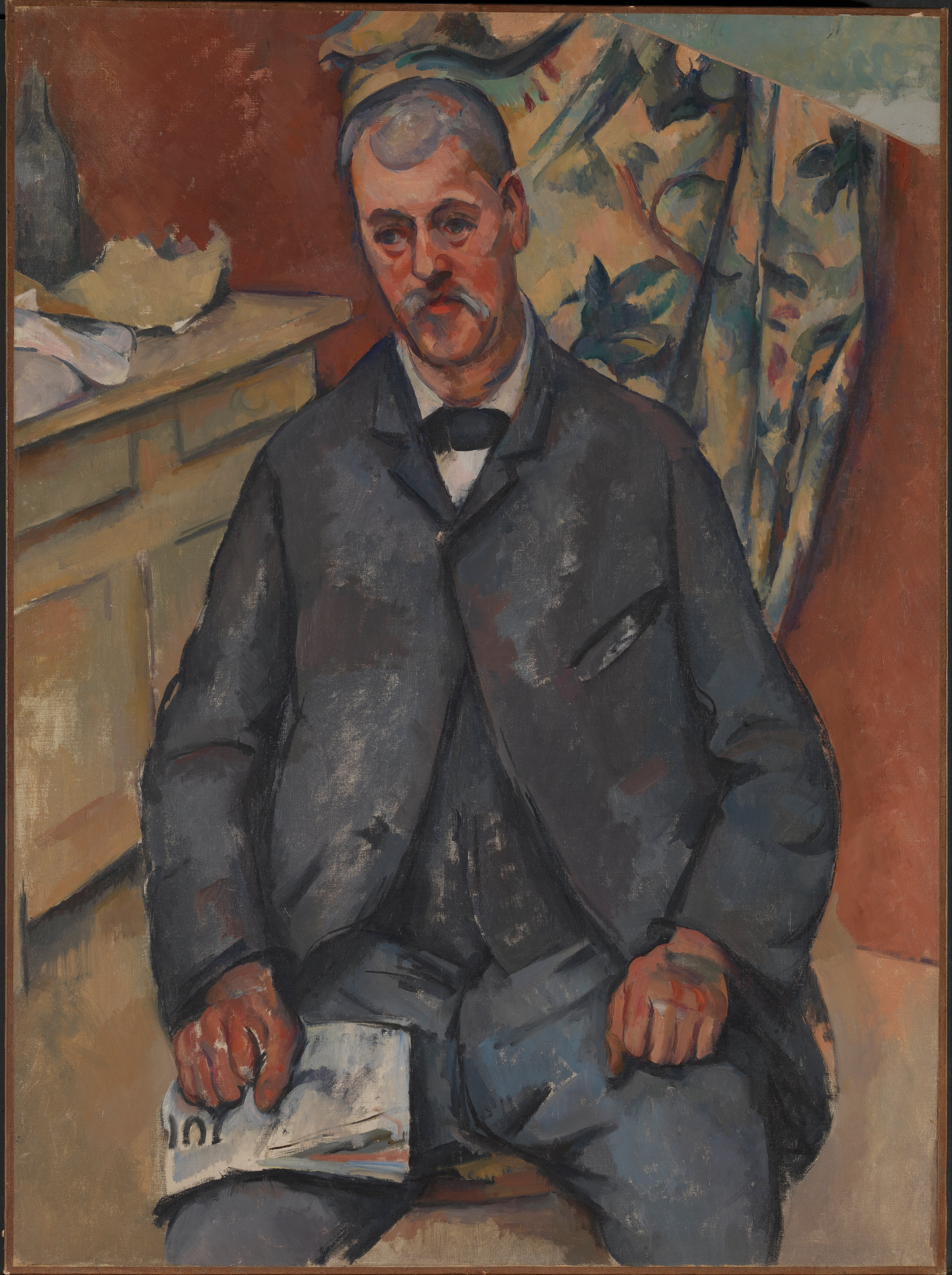
Поль Сезанн.«Невідомий у інтер'єрі», до 1900 р.

## Майстри Італії

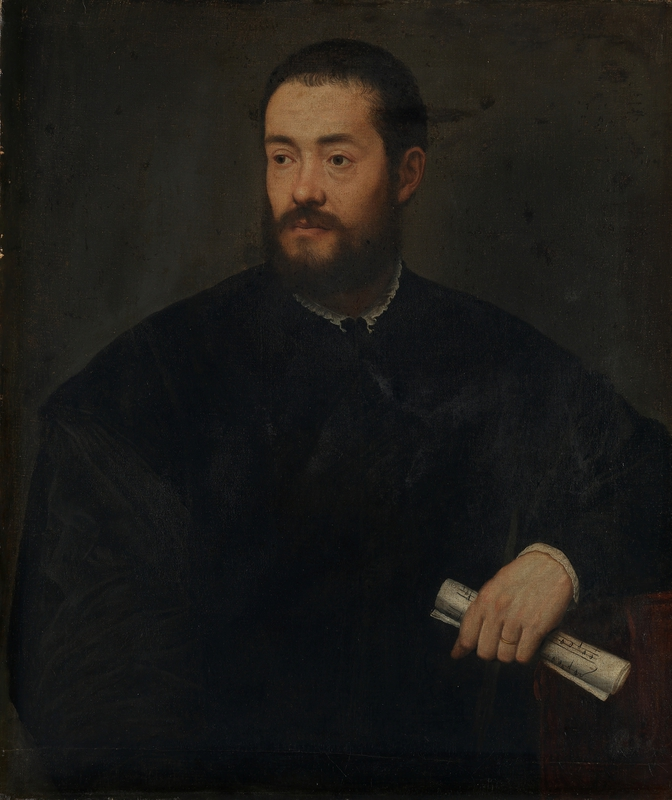
Паріс Бродоне. «Портрет невідомого з листому руці», бл. 1550 р.
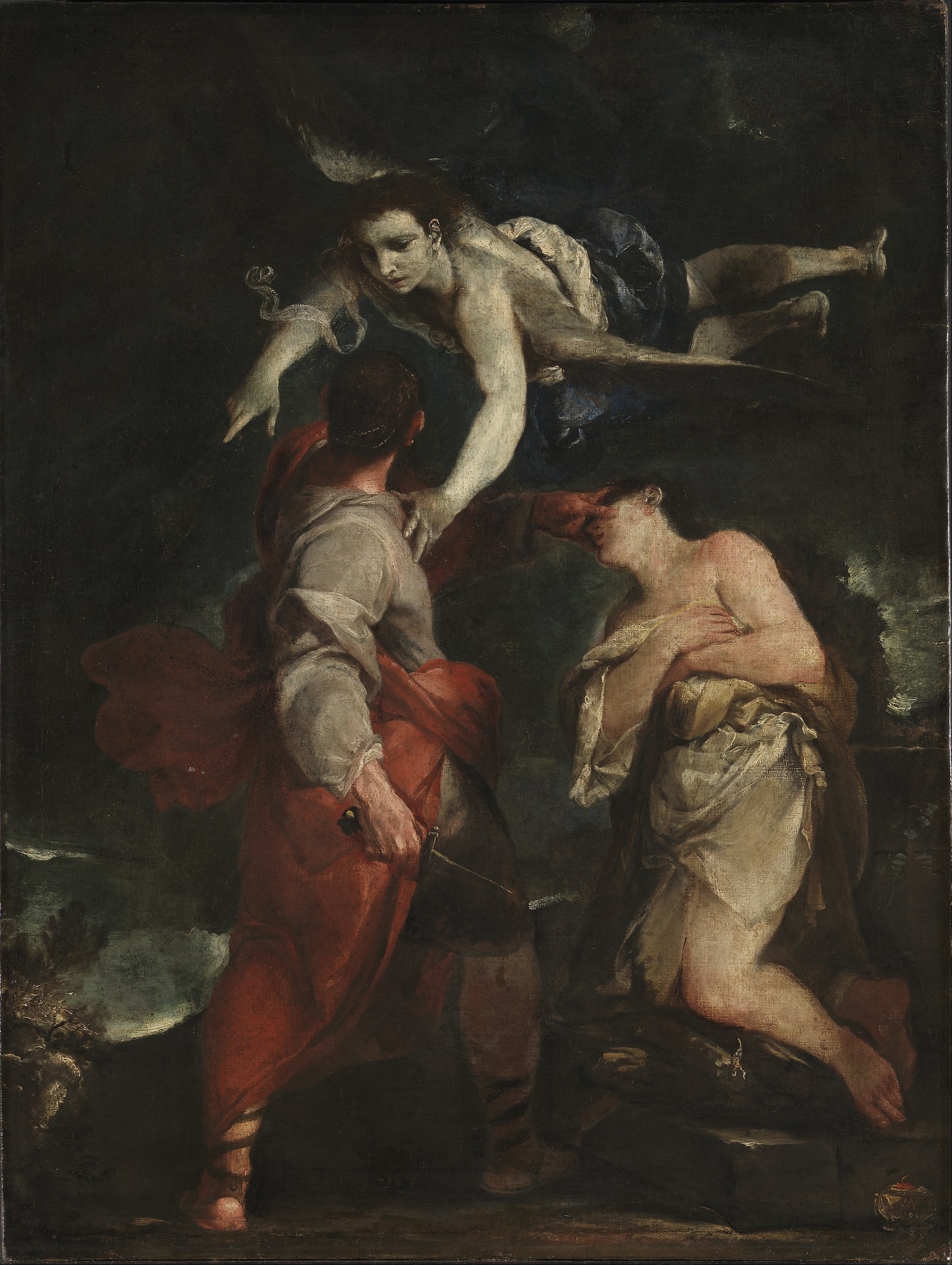
Джузеппе Марія Креспі. «Жертвоприношення Авраама», до 1699 р.
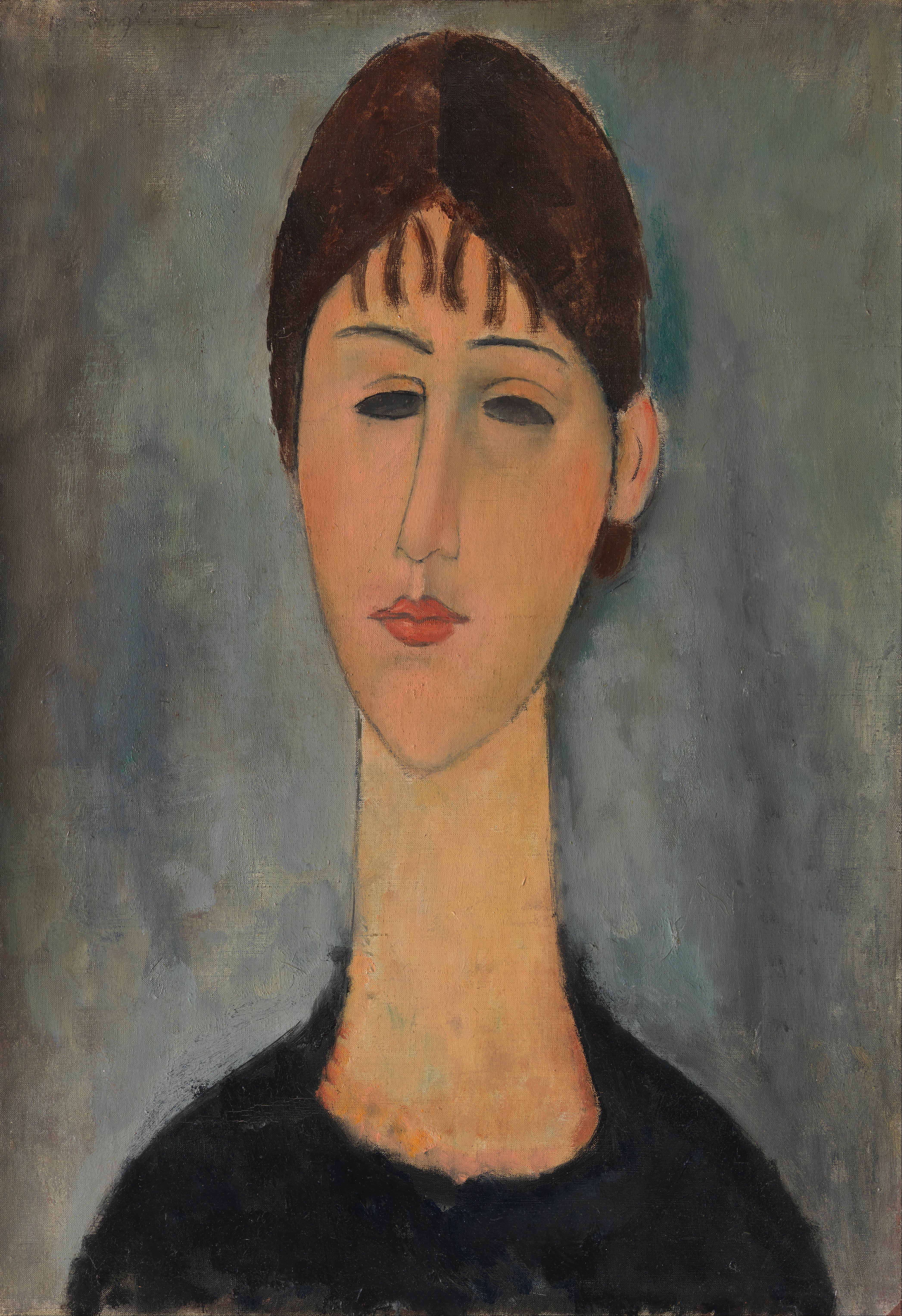
Амедео Модільяні. «Портрет пані Зборовської», 1918 р.

## Різні європейські майстри

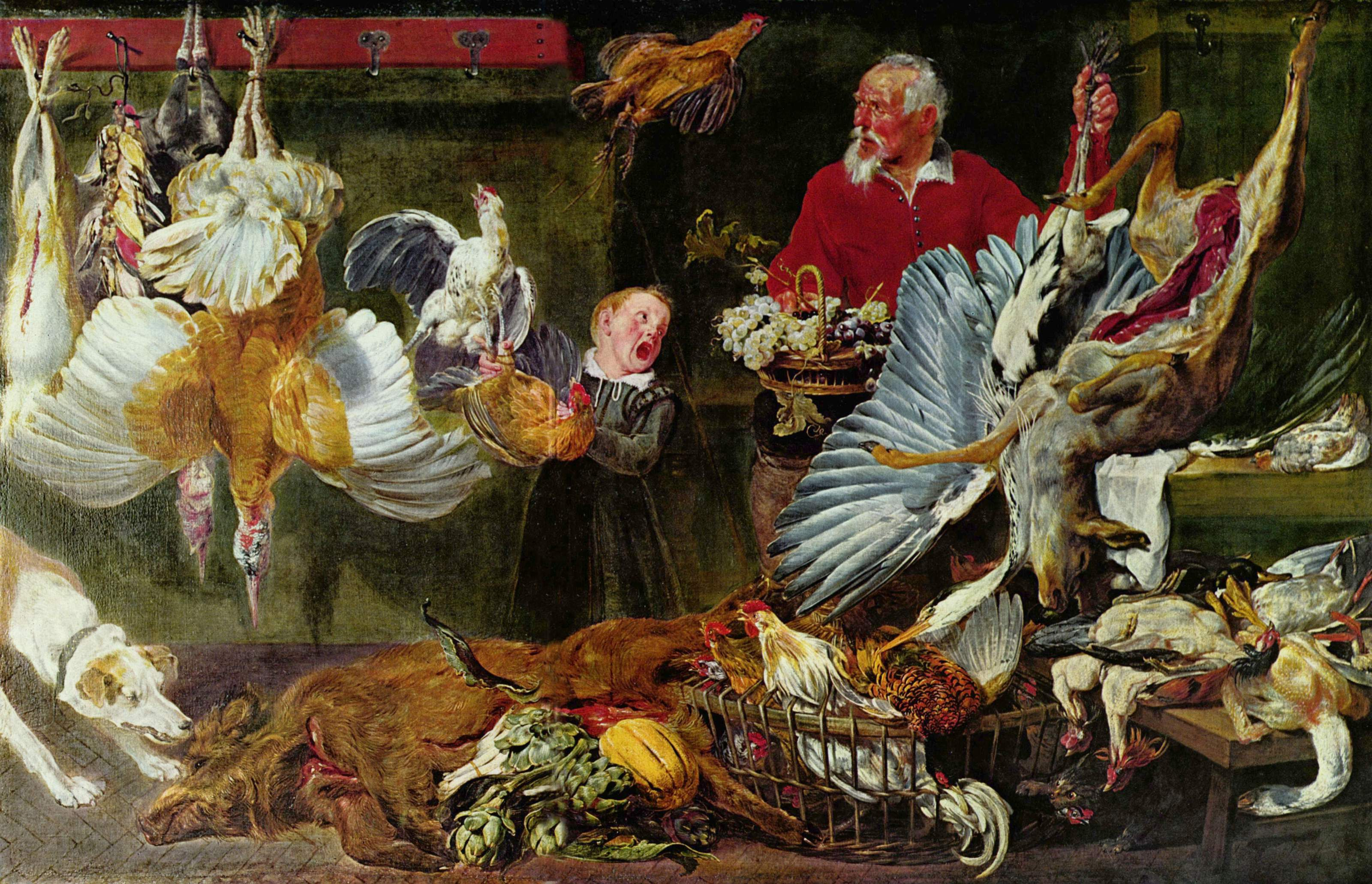
Франс Снейдерс. Спритна курка

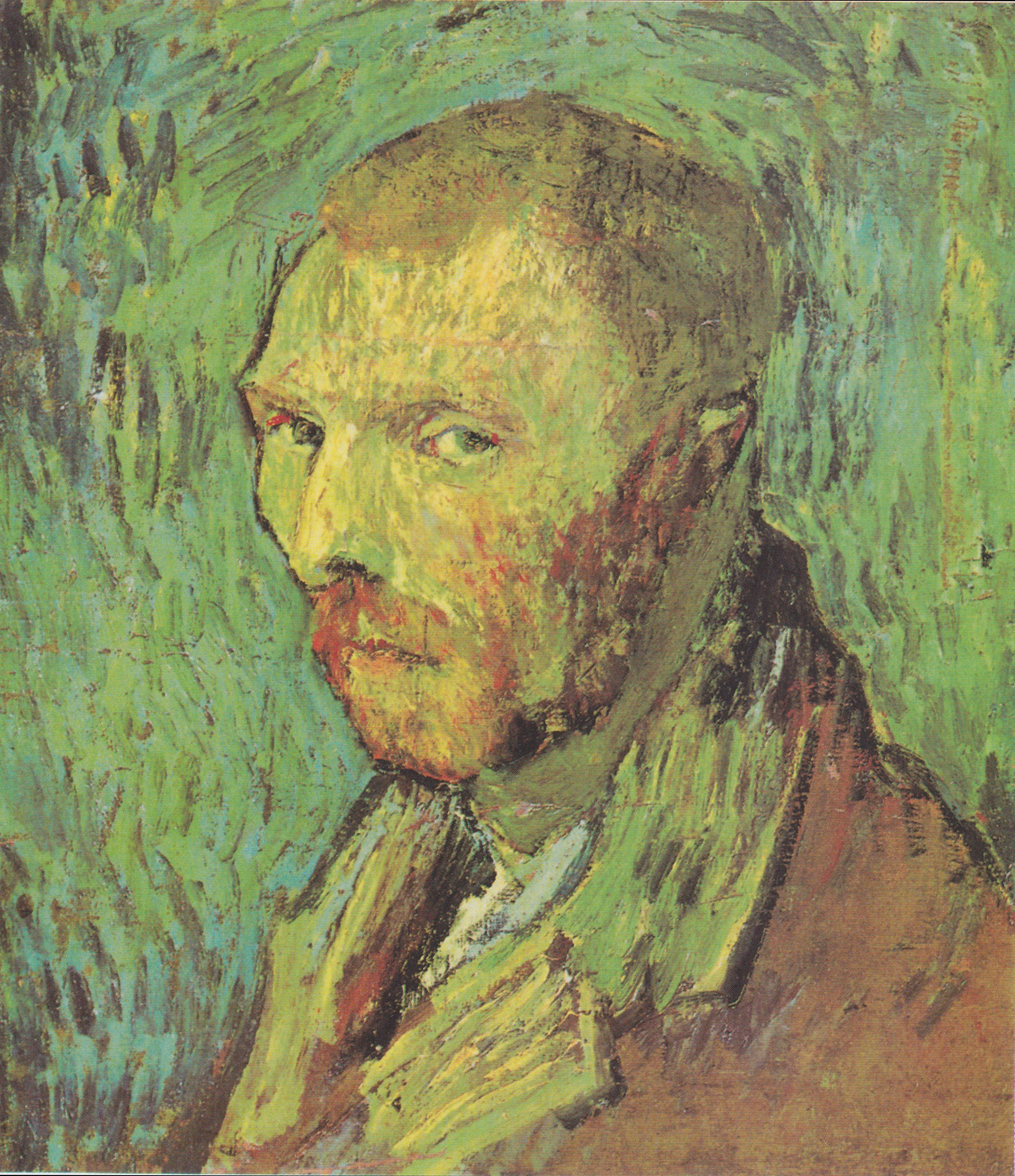
Вінсент ван Гог. «Автопортрет», 1889 р.

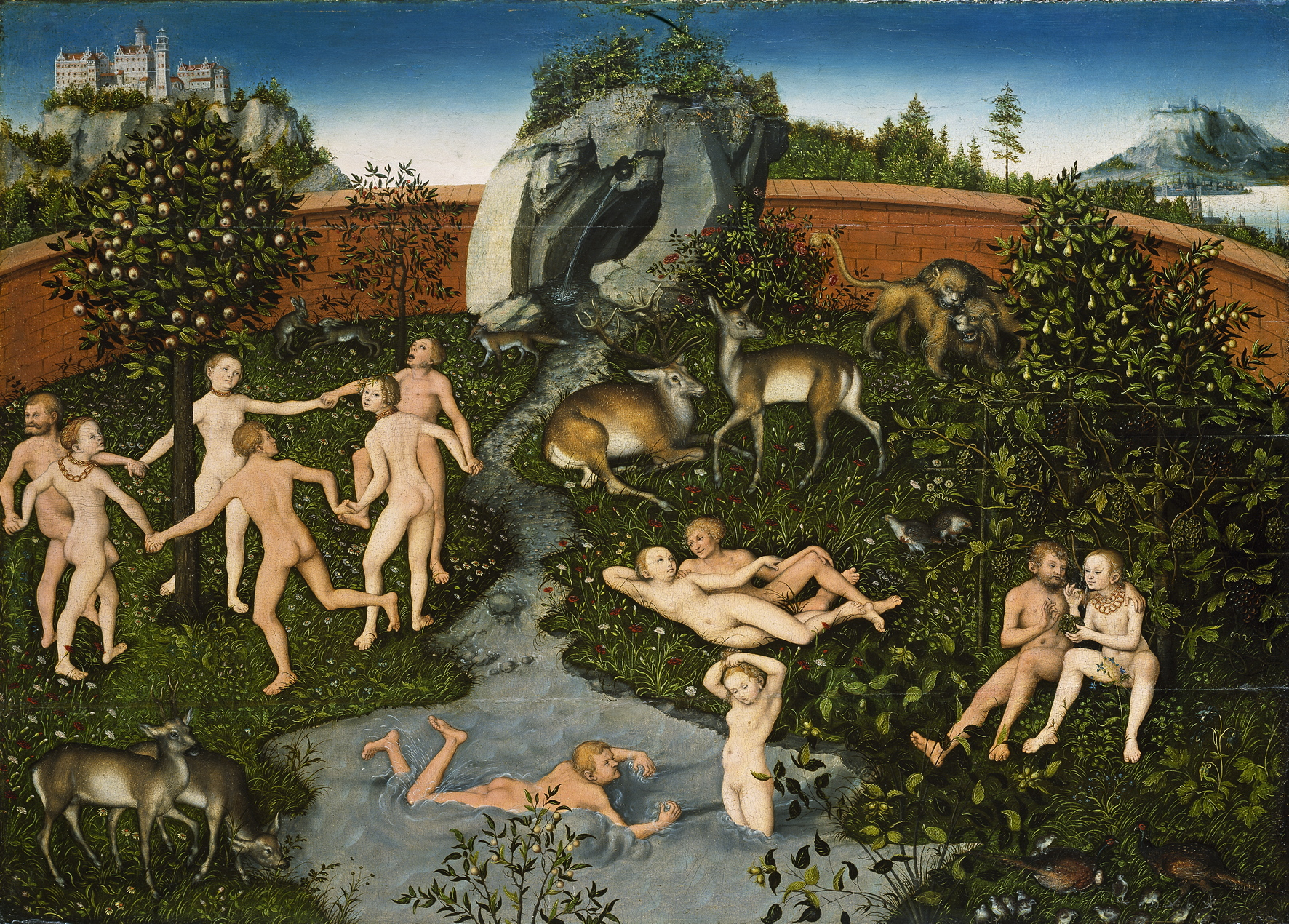
Лукас Кранах Старший. «Золоте століття», бл. 1530 р.
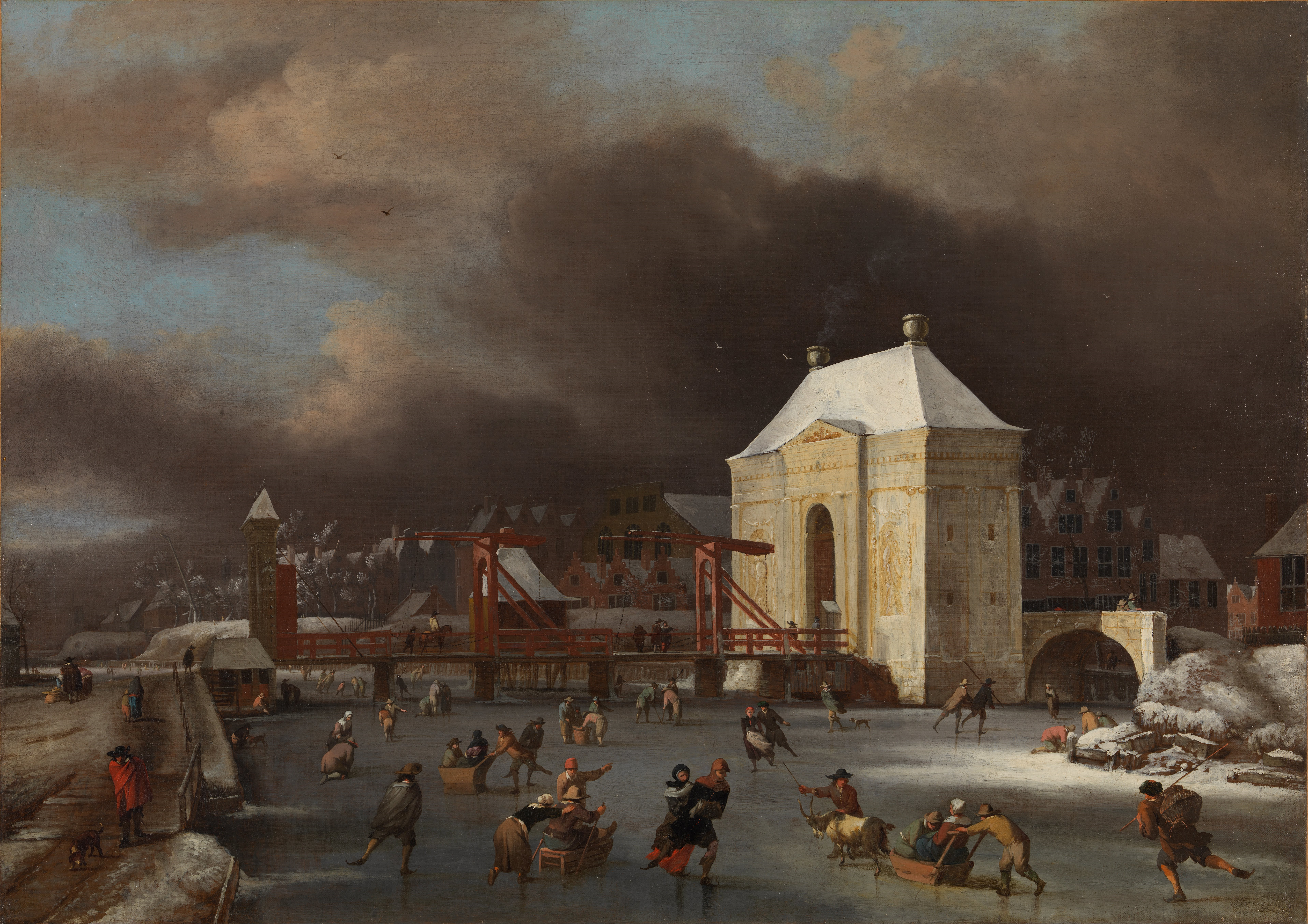
Йоган ван Кессель. «Зимові розваги в порту Амстердама», 1680 р.
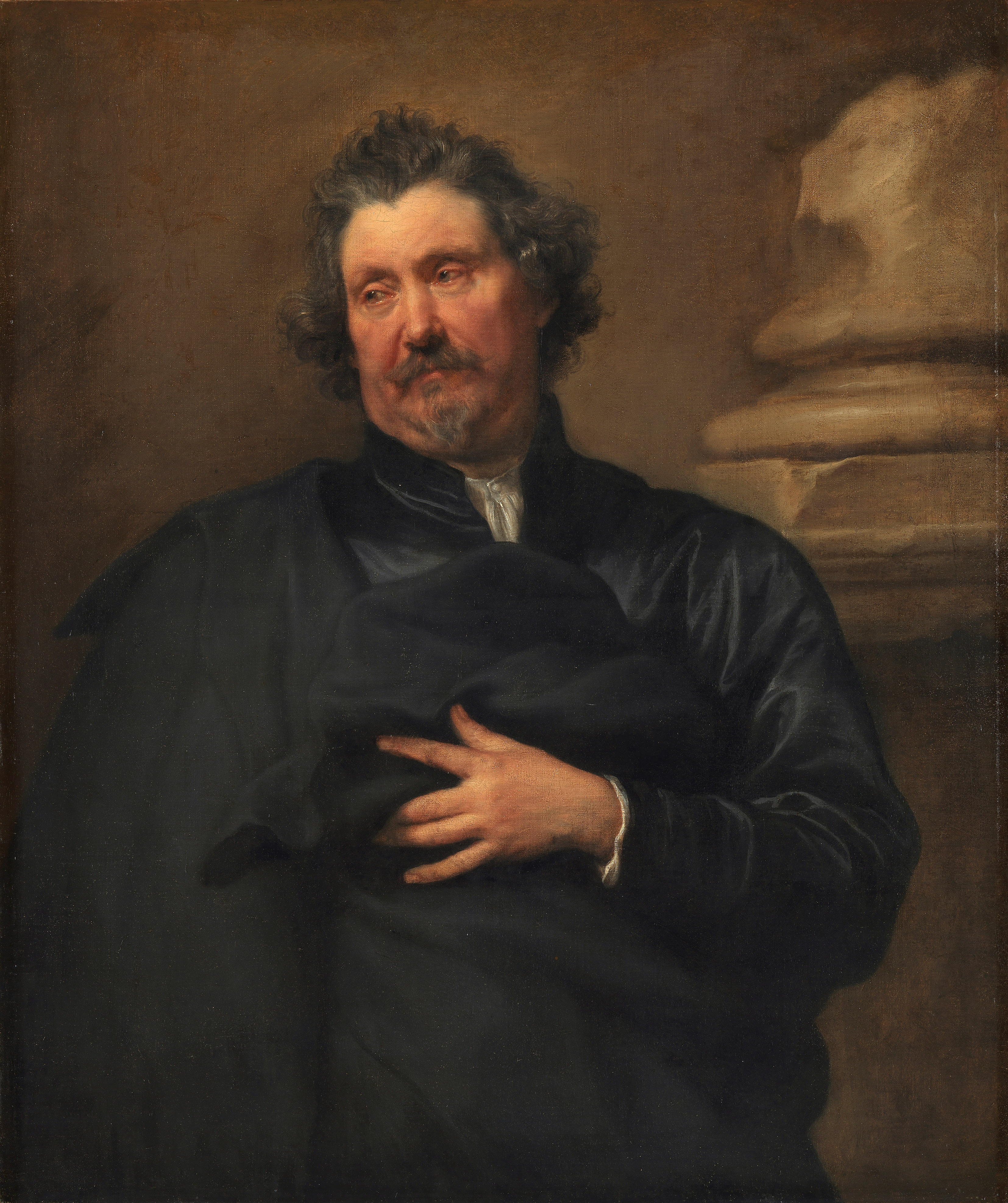
Антоніс ван Дейк. «Карел ван Маллері», 1641р.
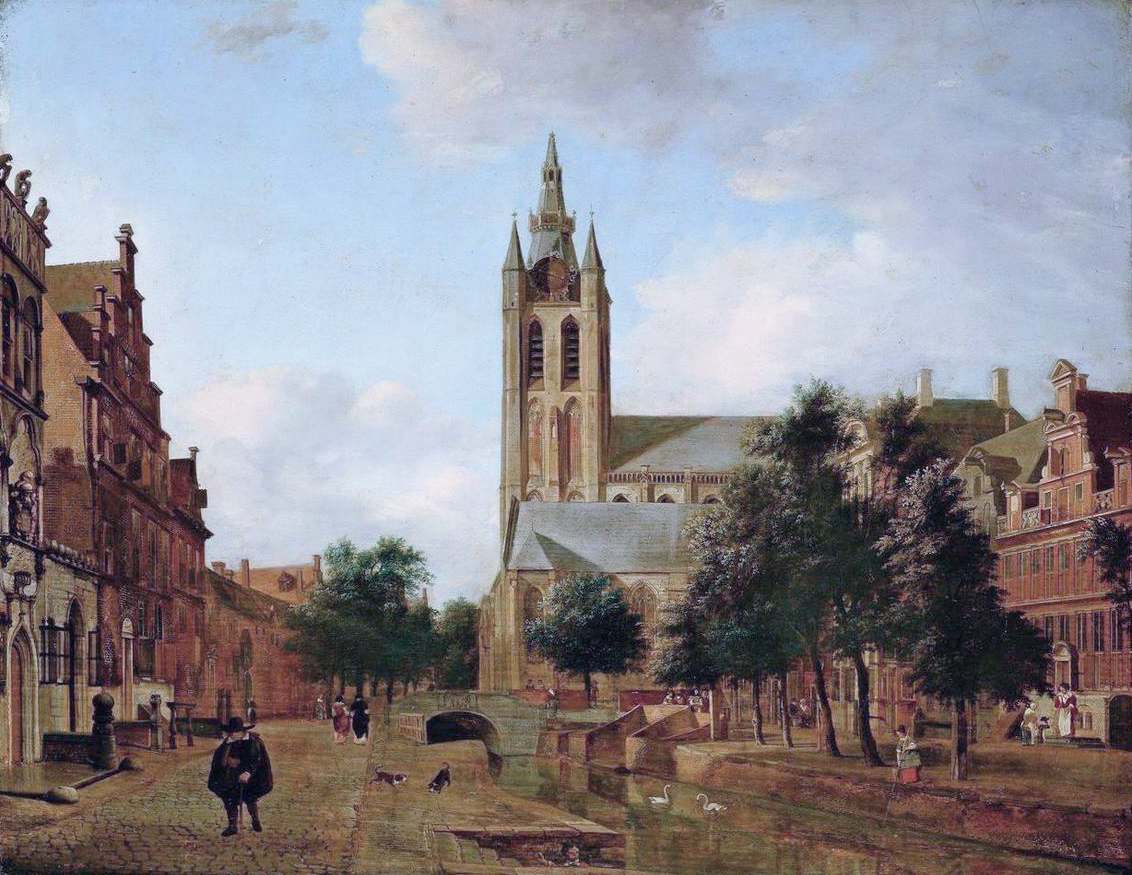
Ян ван дер Хейден. «Стара церква у місті Делфт», 1675 р.
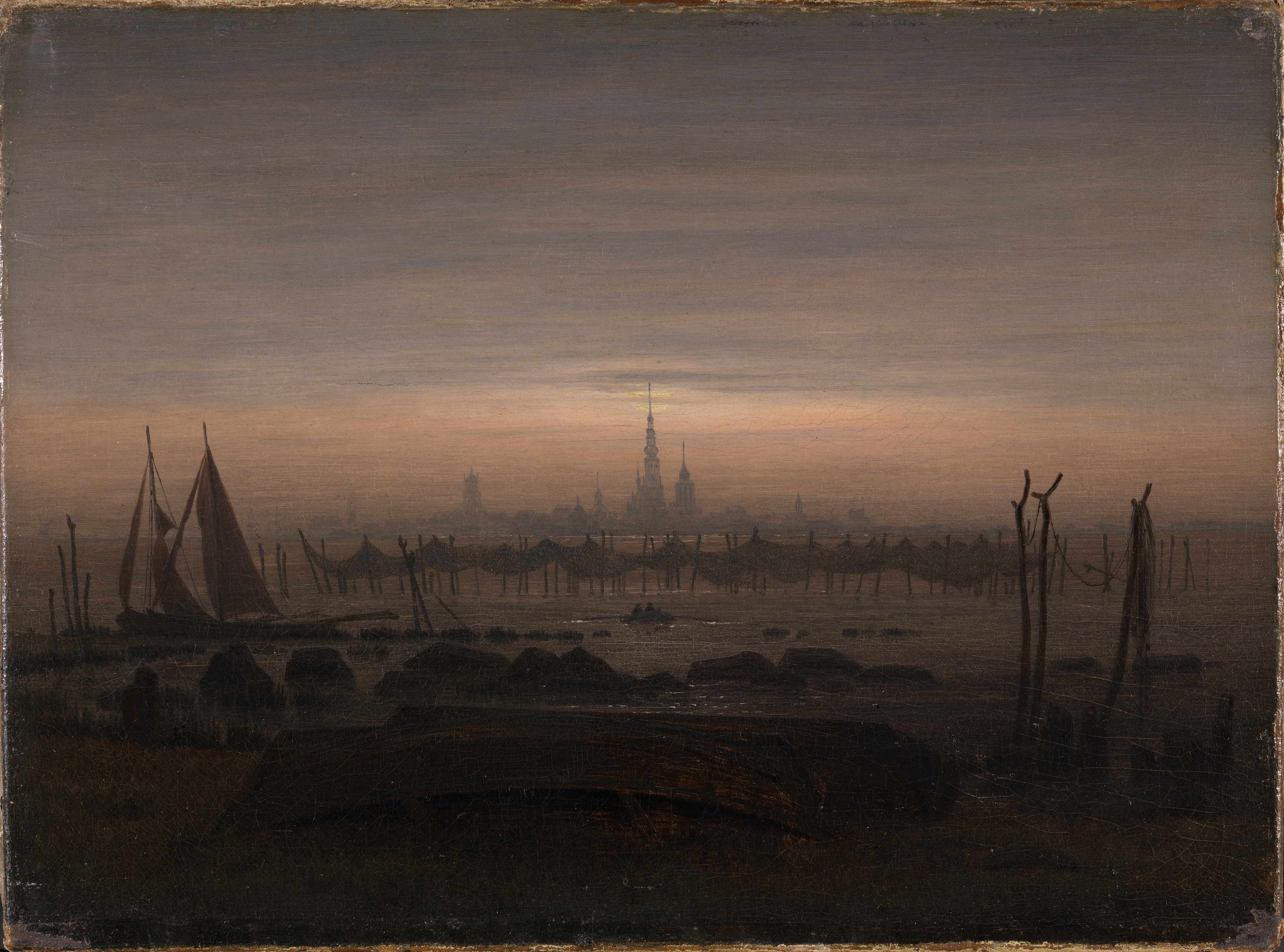
Каспар Давид Фрідріх. «Грайсвальд при місячному освітленні», 1817 р.
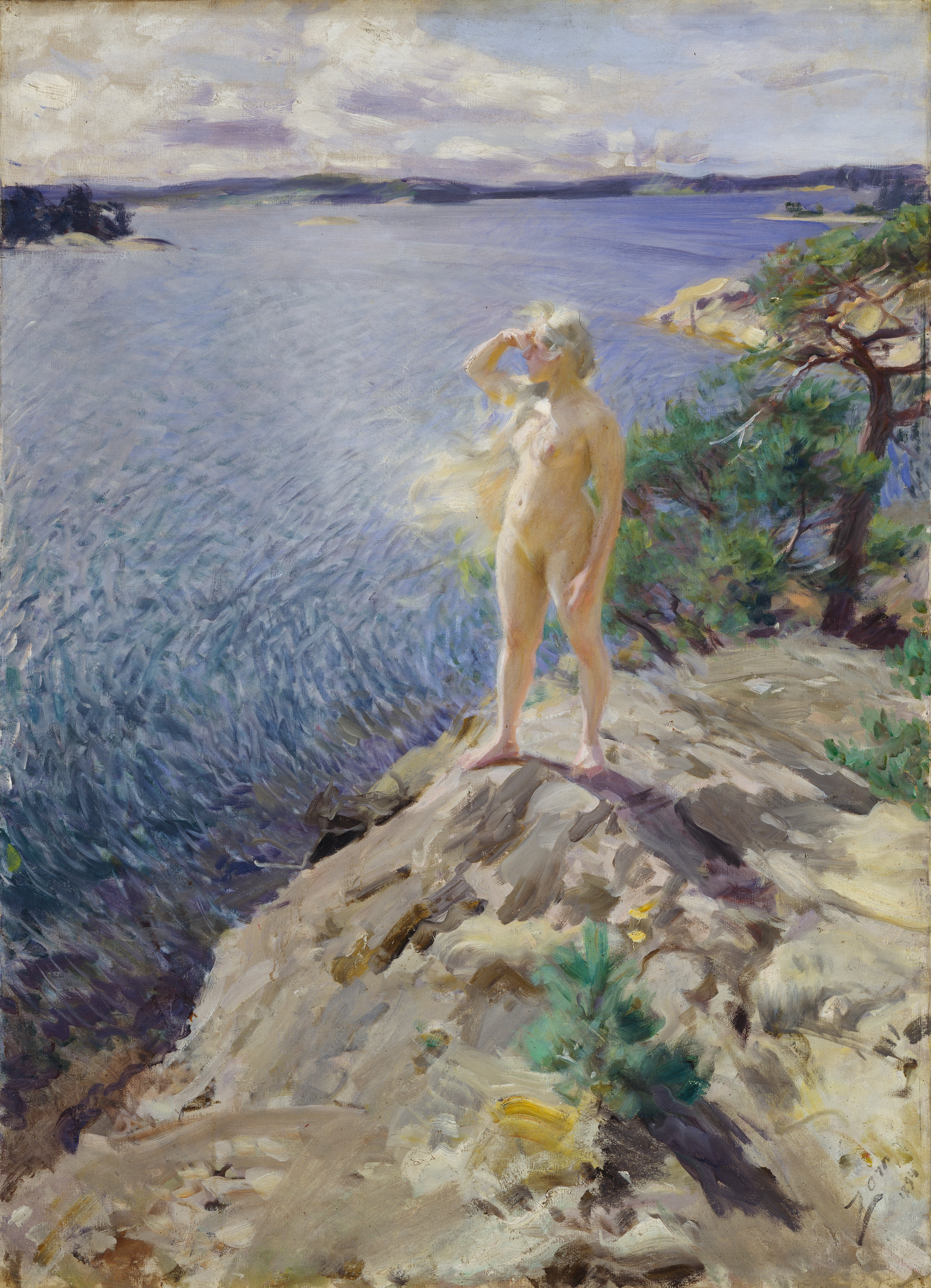
Андерс Цорн. «На скелі», 1894 р.
Еміль Нольде. «Поховання Ісуса Христа», 1915